# Frankfurt-Hausen
Hausen (ⓘ) ist seit dem 1. April 1910 ein nordwestlicher Stadtteil von Frankfurt am Main.
Das ehemalige Mühlendorf wurde 1910 zusammen mit zehn anderen Orten des Landkreises Frankfurt in die Stadt Frankfurt am Main eingemeindet. Die Einwohnerzahl beträgt 7.338.

## Geographische Lage
Hausen liegt ca. 4,5 km nordwestlich der Innenstadt von Frankfurt am Main, südwestlich des Flusses Nidda. Es grenzt im Nordwesten an Praunheim und im Südosten an den Industriehof in Bockenheim an und bildet mit diesen Stadtteilen eine bauliche Einheit. Im Nordosten trennt der Volkspark Niddatal Hausen von Ginnheim. Im Südwesten liegt jenseits der Nidda der Stadtteil Rödelheim.

## Geschichte

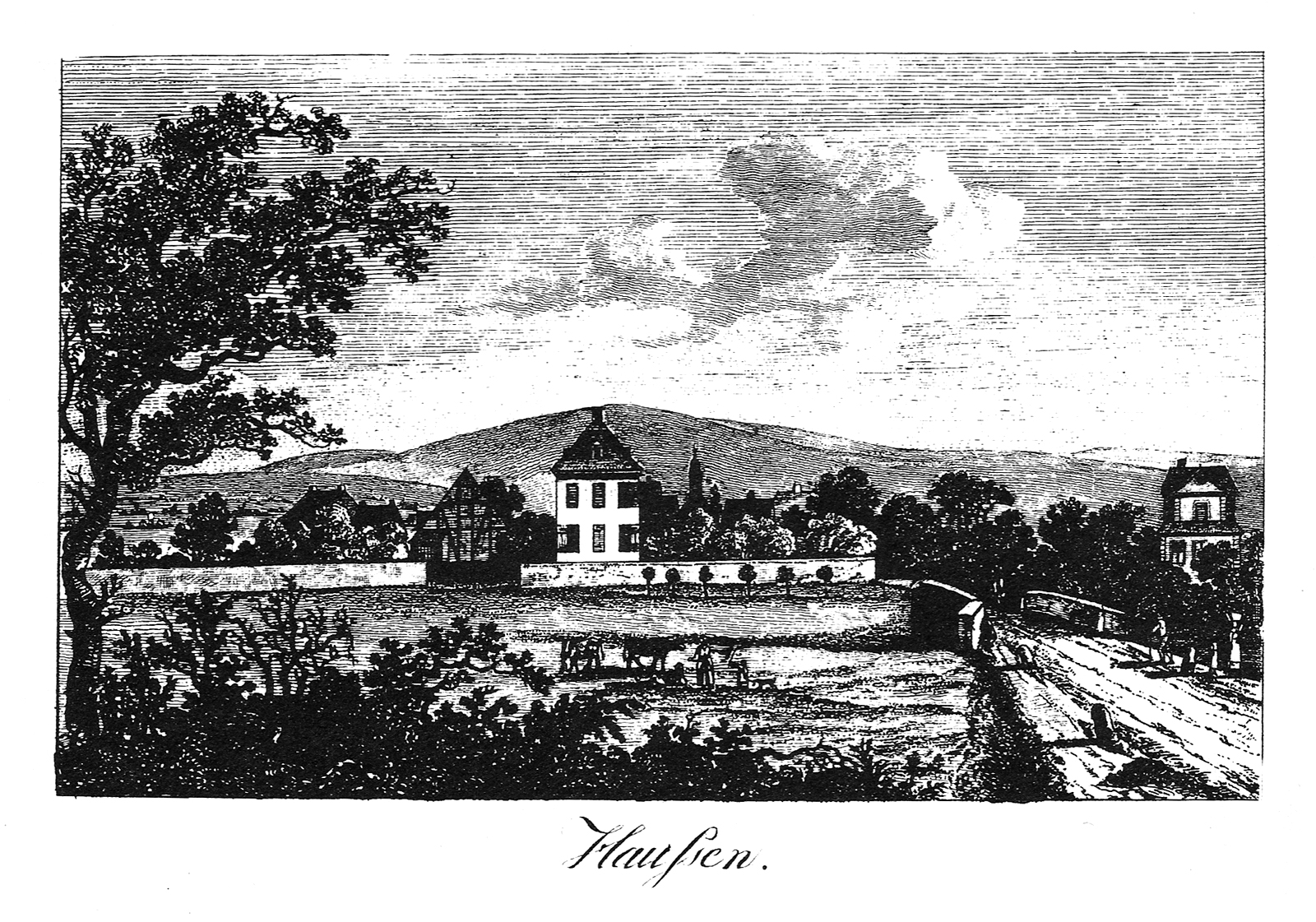
Das Dorf „Haussen“ um 1800

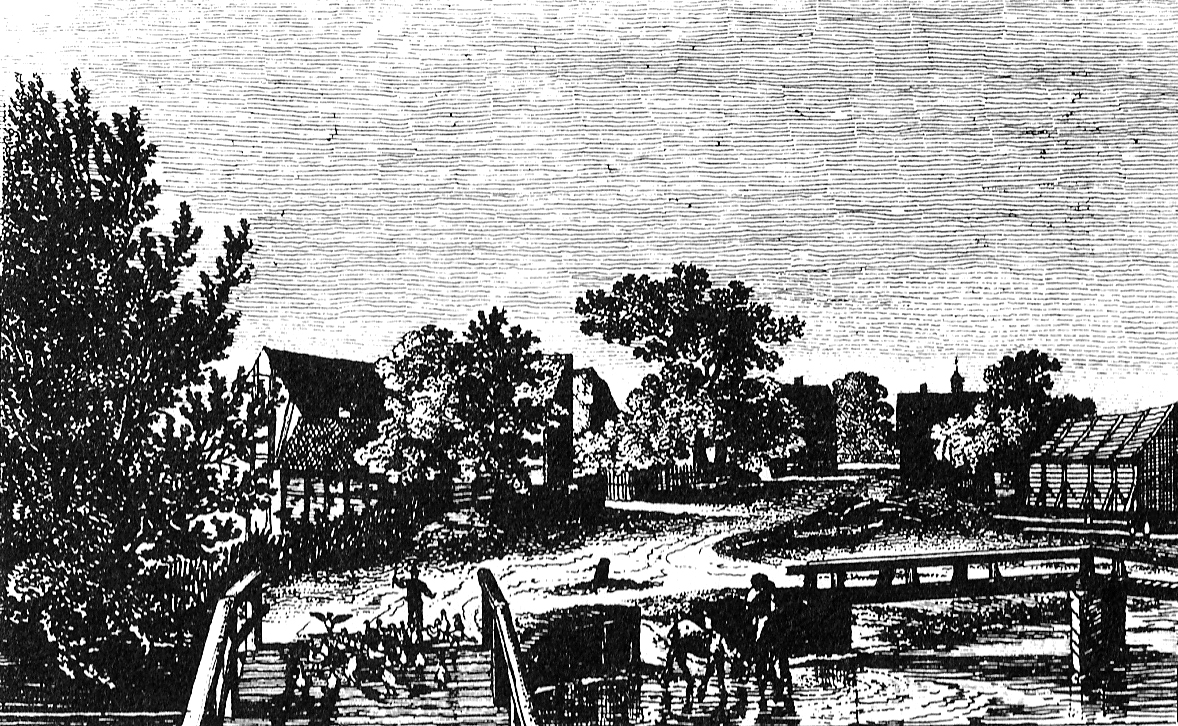
Im Vordergrund die Nidda

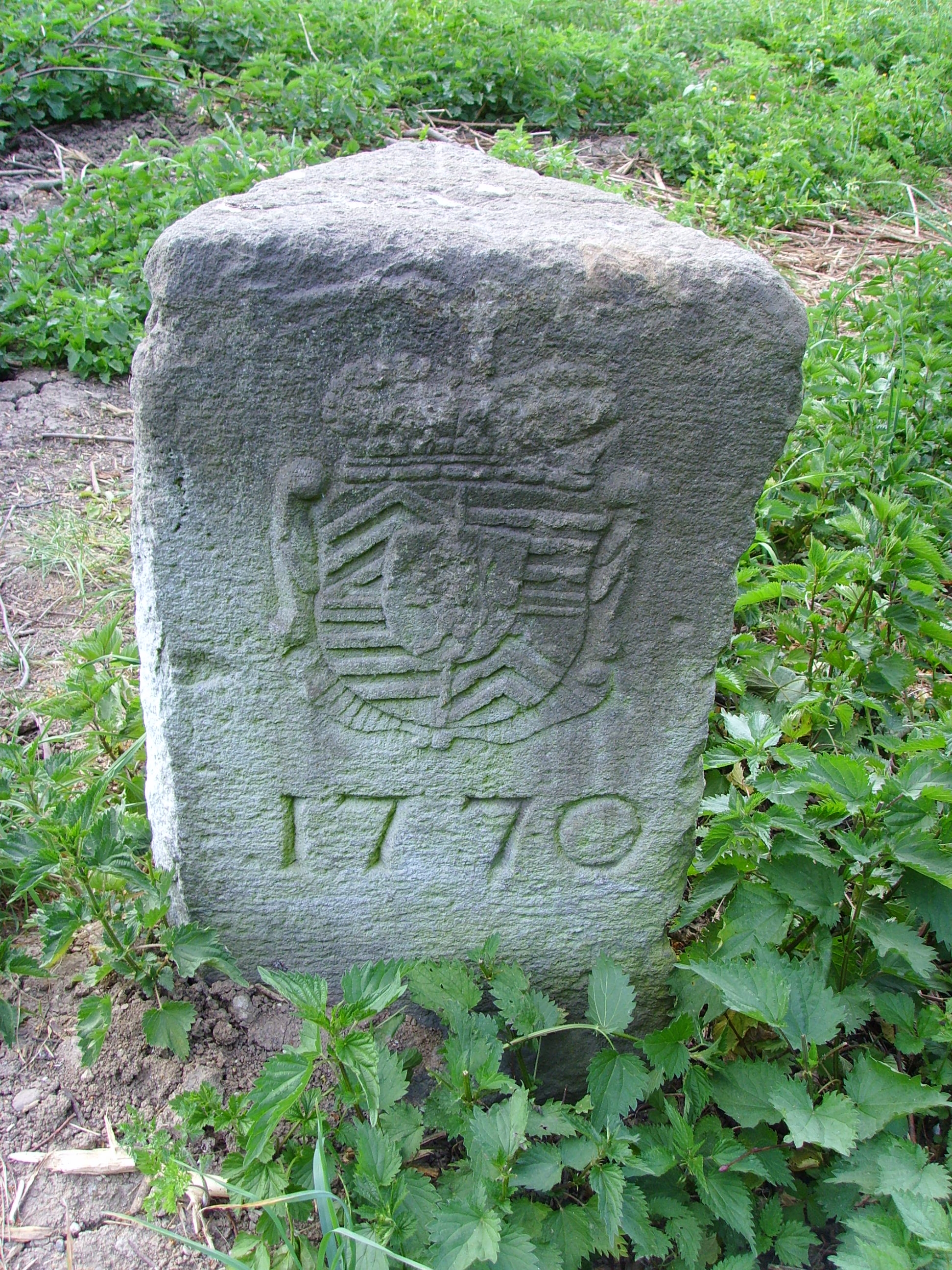
Grenzstein Frankfurt von 1770, neu gesetzt im heutigen Niddapark

### Mittelalter
Die älteste erhaltene Erwähnung des Ortes Husun stammt von 1132. Der Ritter Walter von Vilbel stritt 1235 mit dem Bartholomäus-Stift in Frankfurt um die Zehntrechte im Dorf. Die Ritterfamilie der Brendel von Homburg trug vor 1300 von der Reichsabtei Fulda Dorf und Gericht Hausen zu Lehen. Um 1300 zählte Hausen zum Amt Bornheimerberg.
1320 verpfändete König Ludwig IV. den Bornheimerberg an Ulrich II. von Hanau. 1336 gestattete der Kaiser der Stadt Frankfurt, den Bornheimerberg an seiner Stelle von Hanau einzulösen. 1351 erneuerte der spätere Kaiser Karl IV. allerdings diese Pfandschaft für Hanau. 1434 wurde Graf Reinhard II. von Hanau von Kaiser Sigismund mit dem Bornheimerberg belehnt. Das widersprüchliche Verhalten des Reichs führte selbstverständlich zum Streit zwischen Frankfurt und Hanau, der bis 1481 andauerte und dann in einem Vergleich endete: Hanau gab seinen Anspruch auf einzelne Dörfer des Amtes Bornheimerberg auf, darunter auch Hausen, und bekam dafür das übrige Amt Bornheim zugesprochen. 1484 verlieh König Friedrich III. die bisher zum Bornheimerberg gehörigen Dörfer, unter anderem also auch Hausen, dem Rat zu Frankfurt als Lehen, 1494 belehnte König Maximilian I. Georg Frosch und Siegfried Knoblauch namens der Stadt Frankfurt unter anderem mit Hausen.
Das Patronatsrecht der Pfarrei Praunheim, zu der auch Hausen gehörte, wurde 1318 dem neu gegründeten Sankt Leonhardsstift geschenkt.
In den Urkunden der Deutschordenskommende wurde die Hausener Mühle erstmals 1359 erwähnt. Johann Brendel von Homburg verkaufte 1368 das Gericht von Hausen mit Zustimmung des Abtes von Fulda an den Ritter Damme von Praunheim. Dessen gleichnamiger Sohn wurde 1399 von Fulda mit dem Dorf Hausen belehnt. Damme von Praunheim verkaufte 1428 sein Eigentum in Hausen an die Stadt Frankfurt. Damit wurden die Einwohner von Hausen, sofern sie nicht dem Grafen von Solms-Rödelheim oder dem Grafen von Hanau hörig waren, Leibeigene der Stadt Frankfurt.

### Namensformen
- Husun (1132)
- Husen (1235)
- Husen (1259)
- Huisn (1301)

### Neuzeit
In einer Erhebungsliste für eine direkte Reichssteuer wurden 1497 14 Ehepaare und 15 weitere Personen verzeichnet. Die Einwohnerzahl Hausens dürfte danach etwa 70 Personen betragen haben. Nur rund die Hälfte der Hausener – etwa 70 bis 80 Einwohner – überlebte den Dreißigjährigen Krieg. Hausen erhielt 1664 eine eigene Schule. 1765 wurde ein Rathaus gebaut.
1770 wurde ein Grenzstein neu gesetzt, nachdem es zu Streitigkeiten um einen Grenzverlauf gekommen war. Die Ginnheimer beanspruchten den Graben im Woog für sich, da er regelmäßig zur Fischwaid verpachtet wurde. Hanau verlangte eine Neuvermessung, die Reichsstadt Frankfurt forderte, neue Grenzsteine zu setzen. Die drei Obrigkeiten einigten sich und ließen neue Grenzsteine fertigen und setzen. Der Graben wurde im Zuge der Arbeiten für die Bundesgartenschau 1989 verfüllt, sodass man heute nicht mehr sehen kann, auf welche Seite des Grabens der Grenzstein gesetzt wurde. Vor 1989 stand er diesseits des Grabens, auf der Ginnheimer Seite.
Hausen wurde 1772 eigenständige Pfarrei. Die erste evangelische Kirche wurde 1812 gebaut, ein eigenes Schulhaus 1816. Die Leibeigenschaft der Hausener wurde 1818 aufgehoben. 1836 wurde in Hausen eine Sparkasse gegründet. Die heute noch erhaltene umgebaute evangelische Kirche wurde 1852 erbaut. Mit der Annexion Frankfurts durch das Königreich Preußen nach dem verlorenen Krieg von 1866 wurde auch Hausen preußisch. Es gehörte dann bis 1886 zum Stadtkreis Frankfurt am Main, anschließend zum neu gebildeten Landkreis Frankfurt. Als dieser 1910 aufgelöst wurde, kam Hausen endgültig zur Stadt Frankfurt.
Nach dem Mühlenbrand von 1882 wurde die Freiwillige Feuerwehr Hausen, im Jahr 1901 die katholische Kirchengemeinde gegründet, 1903 ihre Kirche St. Anna geweiht.
Von 1812 bis zum Jahr 1905 kam es zu einem kontinuierlichen Anwachsen der Bevölkerungszahlen in Hausen. Im Jahr 1852 waren 637 Einwohner verzeichnet, 1871 waren es bereits 739. Bis zum Jahr 1875 hatte Hausen 1.135 Einwohner, 1875 war die Bevölkerung auf 1.135 Einwohner angewachsen und im Jahr 1905 lebten hier bereits 1.902 Menschen.

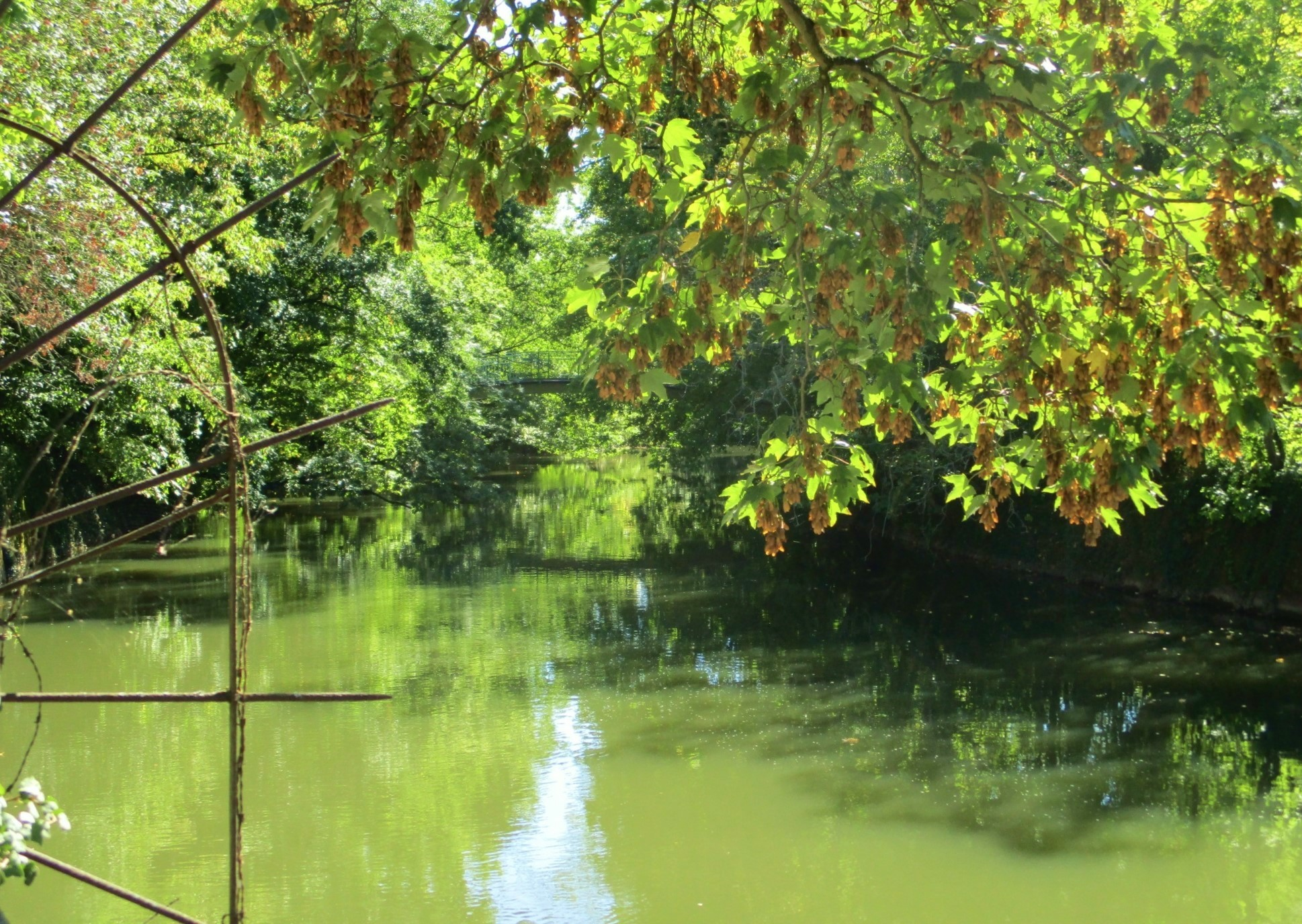
Die Nidda in Hausen.
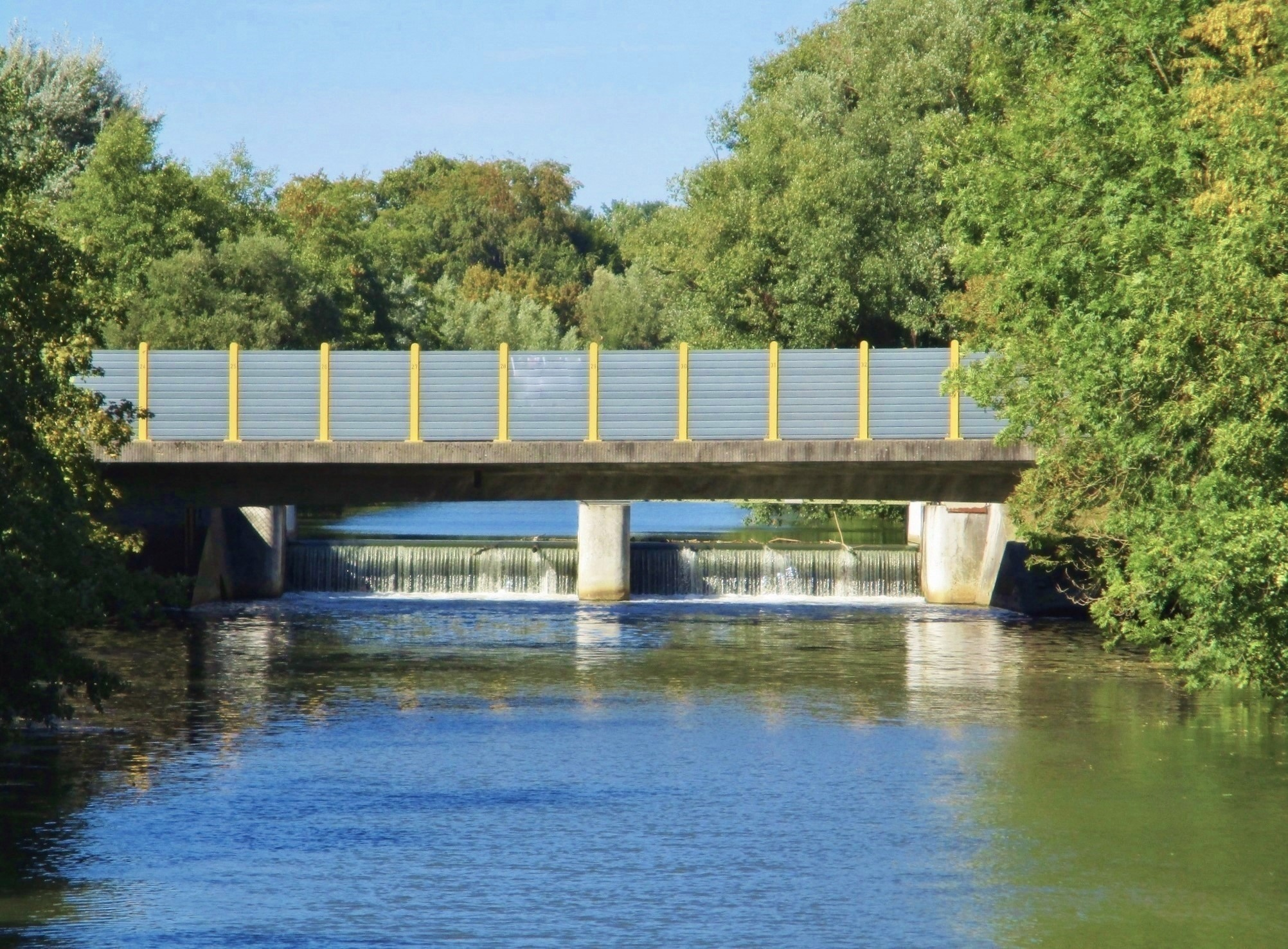
Blick von der Hausener Nidda-Brücke aufs Hausener Wehr
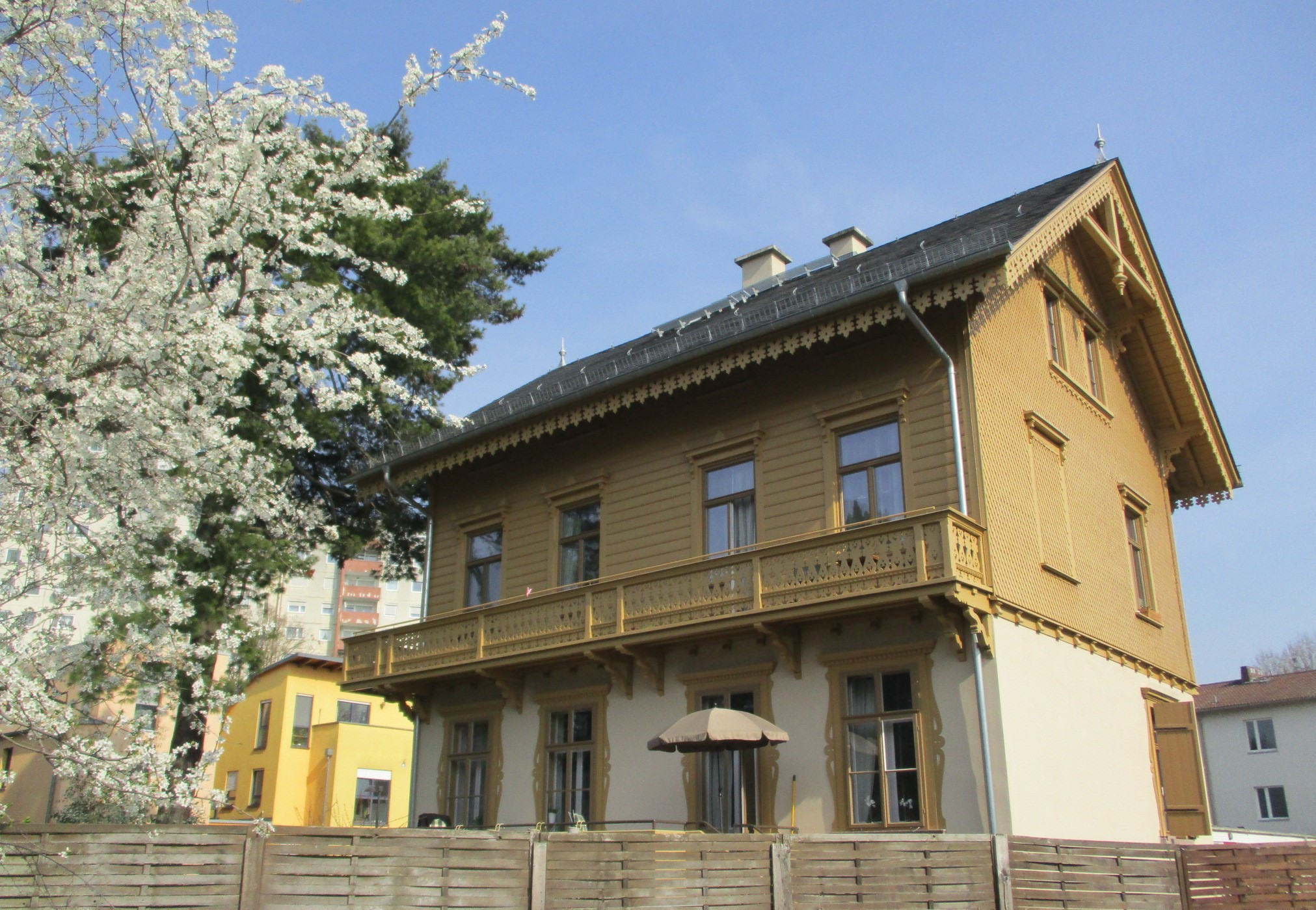
Schweizerhaus Hausener Obergasse
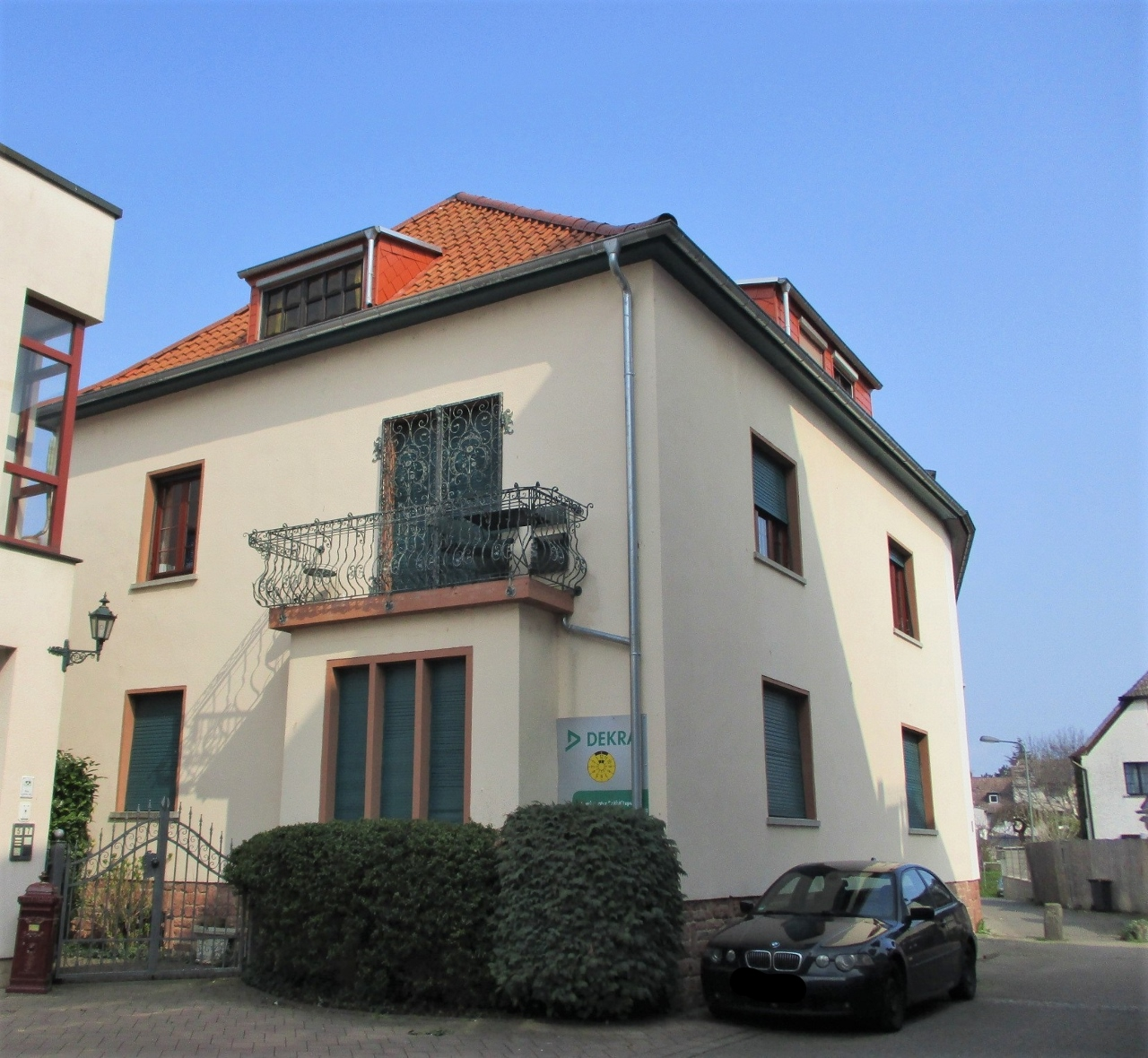
Alter Ortskern, Brendelstraße
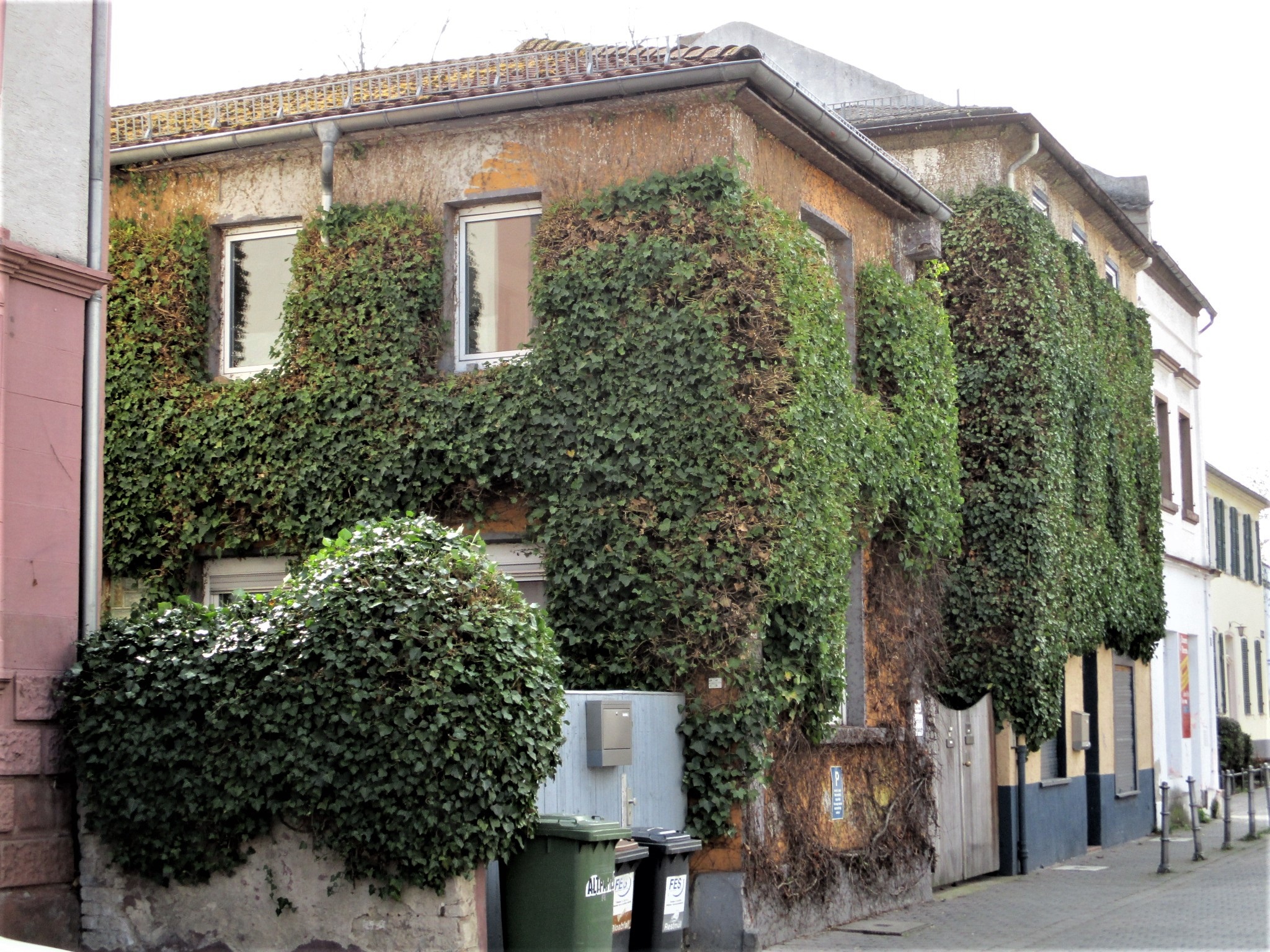
Alter Ortskern, Alt-Hausen
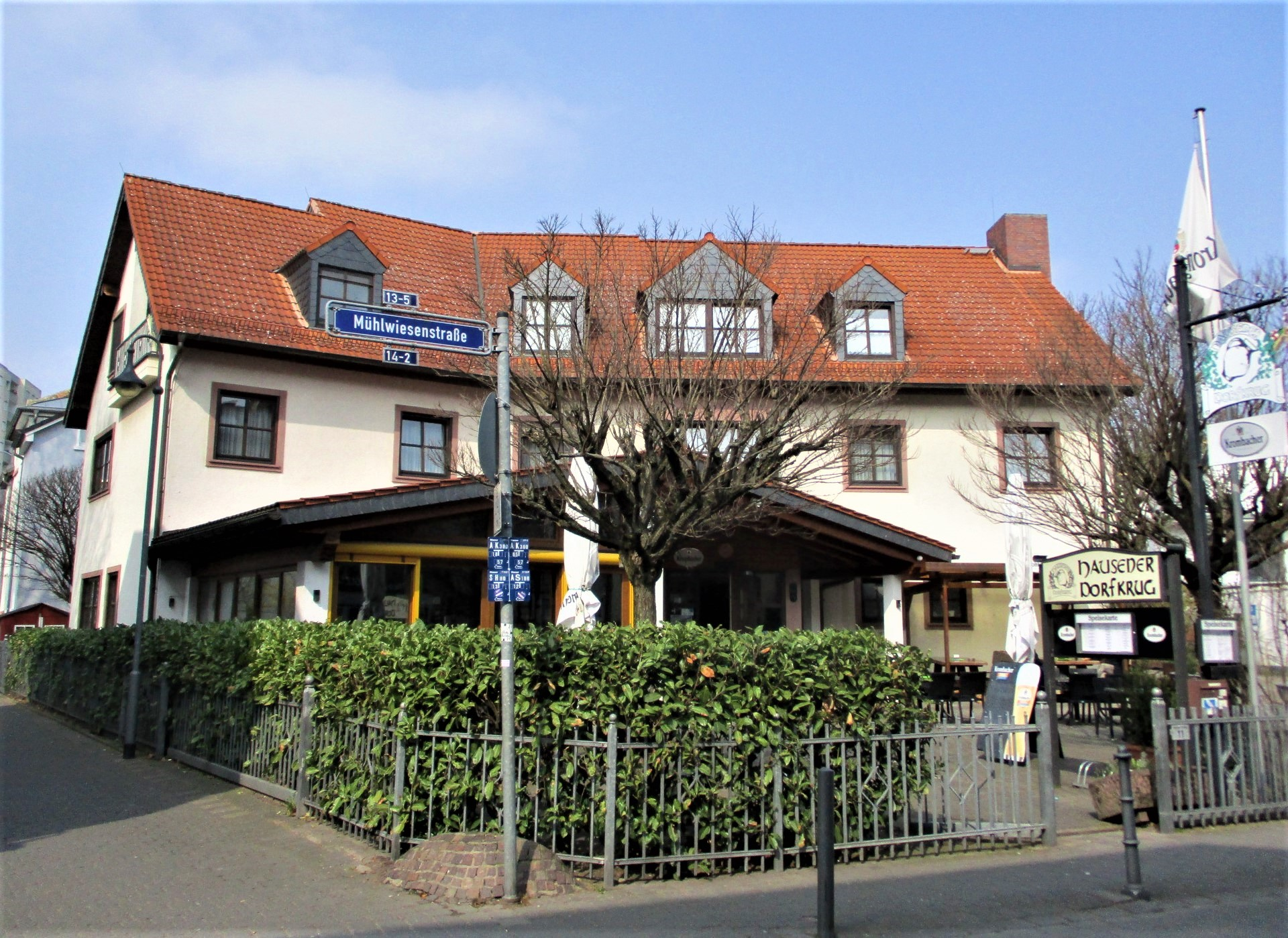
Gaststätte Hausener Dorfkrug, Alt-Hausen (um 2021 geschlossen)

### Schultheißen und Bürgermeister
| 1444–1446 | Peter Messerschmitt           |
| 1449      | Erwins Heile                  |
| 1450–1469 | Erwins Heilchin               |
| 1471      | Peter Mentzer (Mantze)        |
| 1474–1477 | Erwin                         |
| 1478–1482 | Peter Mentzer (Mantze)        |
| 1487      | Stengel von Fronhusen         |
| 1490      | Kunzenpeter                   |
| 1493–1509 | Heiln Henne                   |
| 1509–1510 | Henne Jamer                   |
| 1515      | Martin Gissener von Echzell   |
| 1517      | Gerhard Rüpel                 |
| 1519      | Conrad Müller von Heddernheim |
| 1523      | Lenhard Nosser                |
| 1566–1575 | Henn Heimberger               |
| 1610–1611 | Hans Schleifer                |

| 1624      | Johannes Euler              |
| 1660–1680 | Johann Euler                |
| 1688–1712 | Johann Jacob Euler († 1734) |
| 1753–1758 | Johann Jacob Euler          |
| 1758–1786 | Johann Jacob Diehl          |
| 1787–1811 | Johann Nikolaus Diehl       |
| 1814      | Friedrich Karl Vogt         |
| 1824      | Johannes Boppert            |
| 1828      | Heinrich Carl Euler         |
| 1836      | Heinrich Carl Launhardt     |
| 1836      | Johann Jakob Fischbach      |
| 1836–1844 | Johann Friedrich Euler      |
| 1844–1868 | Konrad Friedrich Euler      |
| 1868–1880 | Johannes Krieb              |
| 1880–1907 | Jacob Euler                 |
| 1907–1910 | Friedrich Mayer             |

## Bebauung
Hausen ist hauptsächlich Wohngebiet und verfügt neben dem alten Ortskern über neuere Siedlungen. 1929–1931 wurde, westlich von Hausen und durch die Ludwig-Landmann-Straße getrennt, die Siedlung Westhausen gebaut. Trotz der irreleitenden Namensgebung gehört Westhausen nicht zu Hausen, sondern zur Gemarkung Praunheims, die sich über die Praunheimer Brücke erstreckt, ebenso wie große Teile des Volkspark Niddatal. Ein ebenfalls geläufiger Irrtum ist, dass das in Bockenheim gelegene Gewerbegebiet Industriehof zu Hausen gehört.

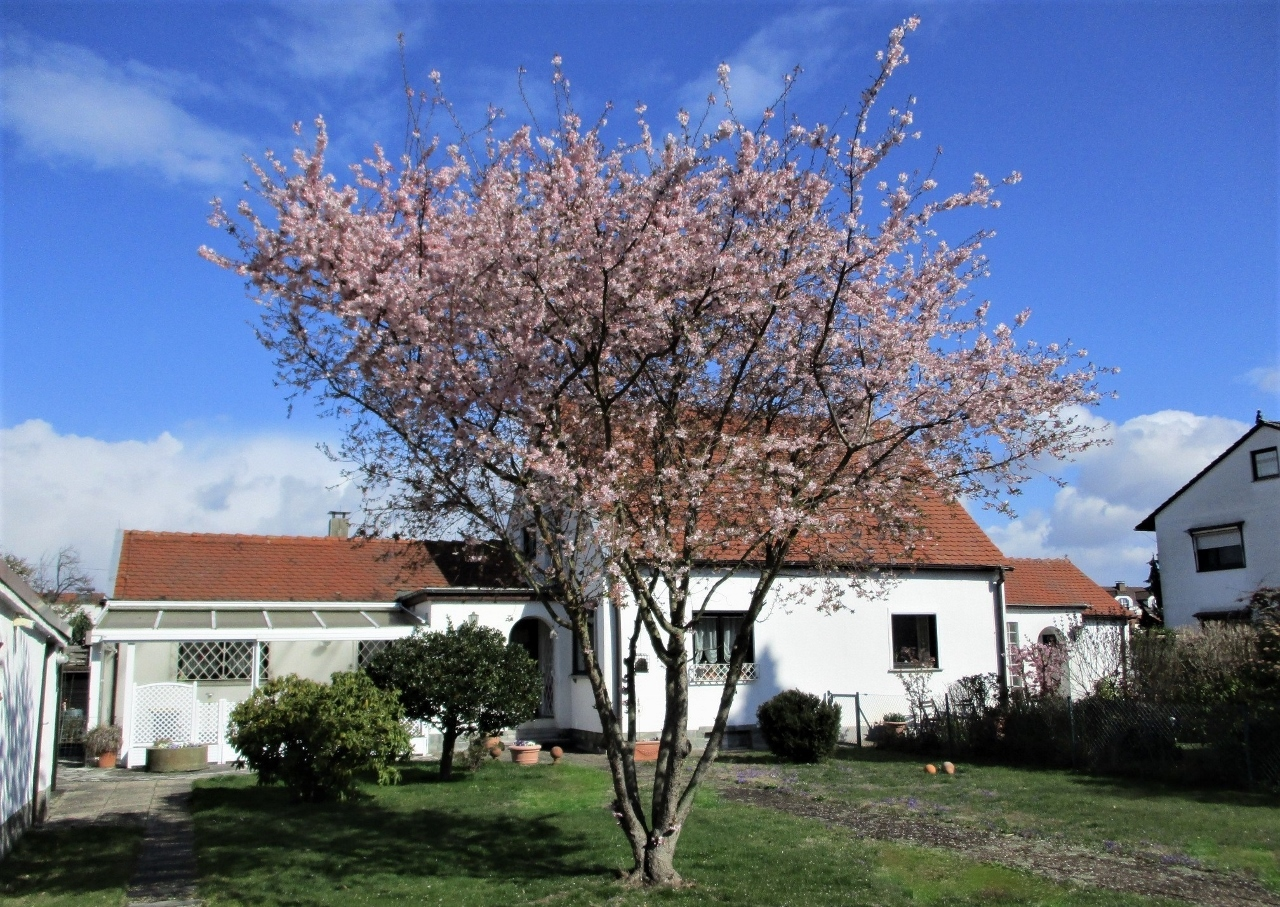
Siedlerhaus aus den 1930er Jahren, Willi-Brundert-Siedlung
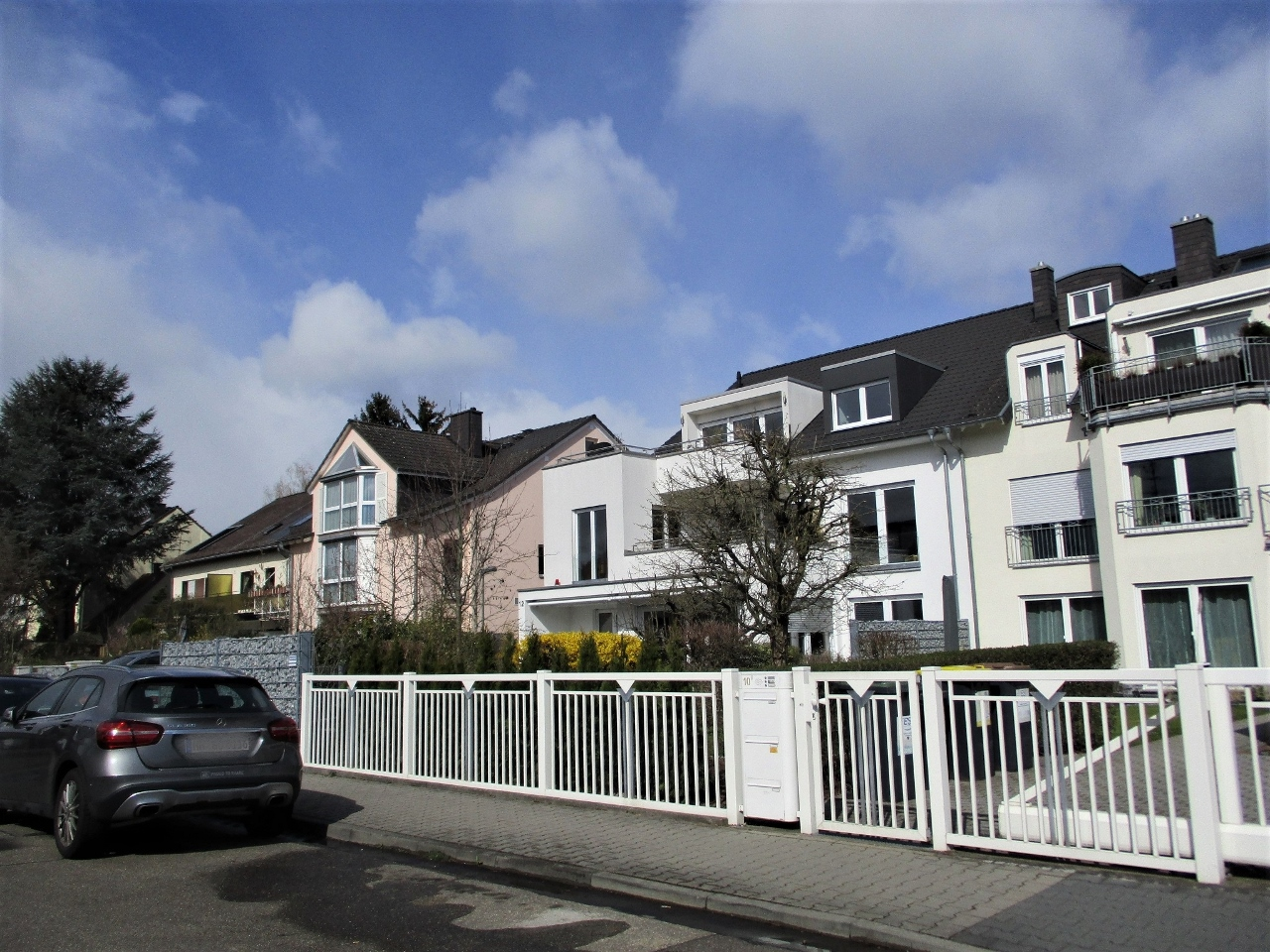
Willi-Brundert-Siedlung (2019)
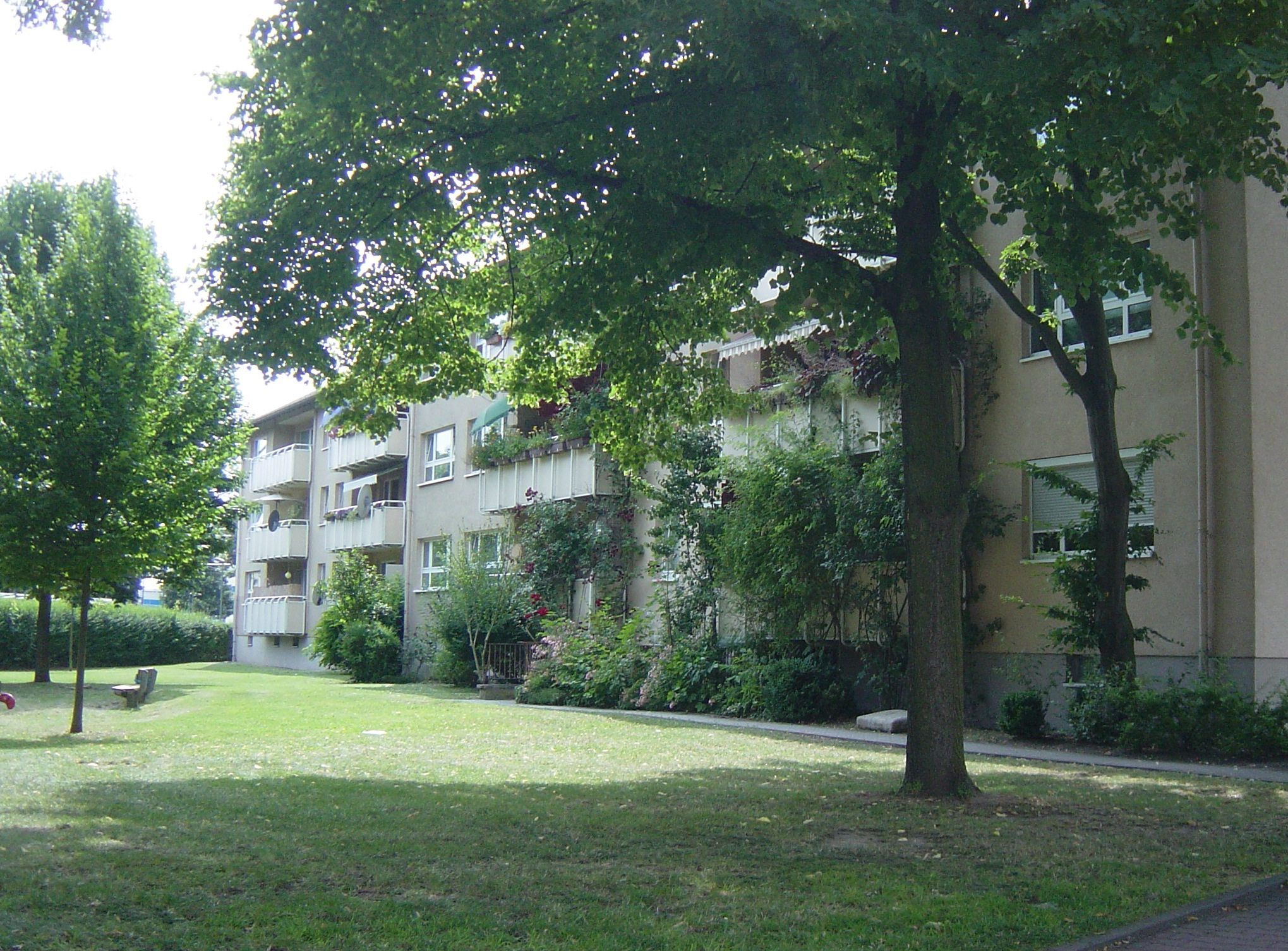
Siedlung Am Fischstein
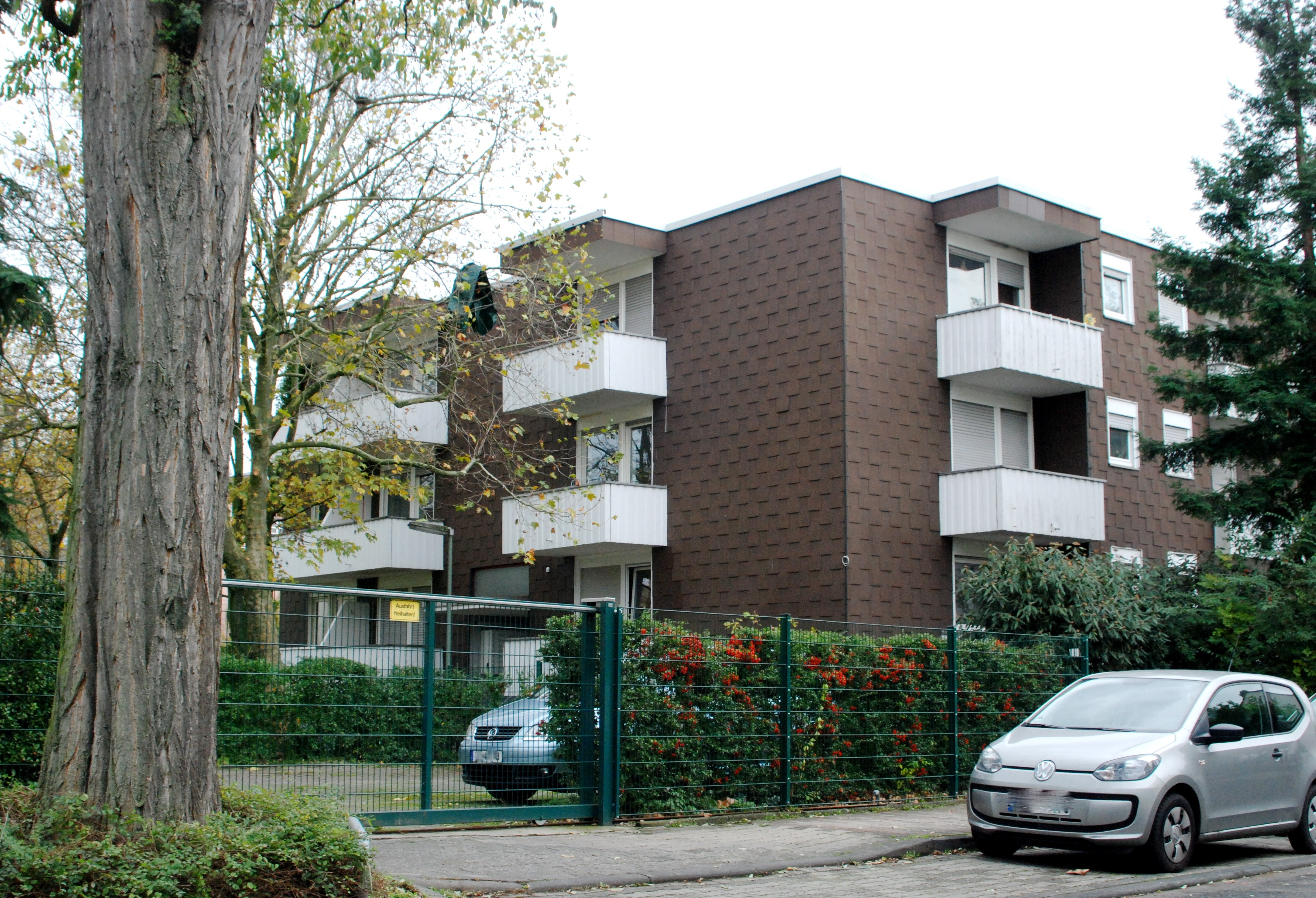
Große Nelkenstraße
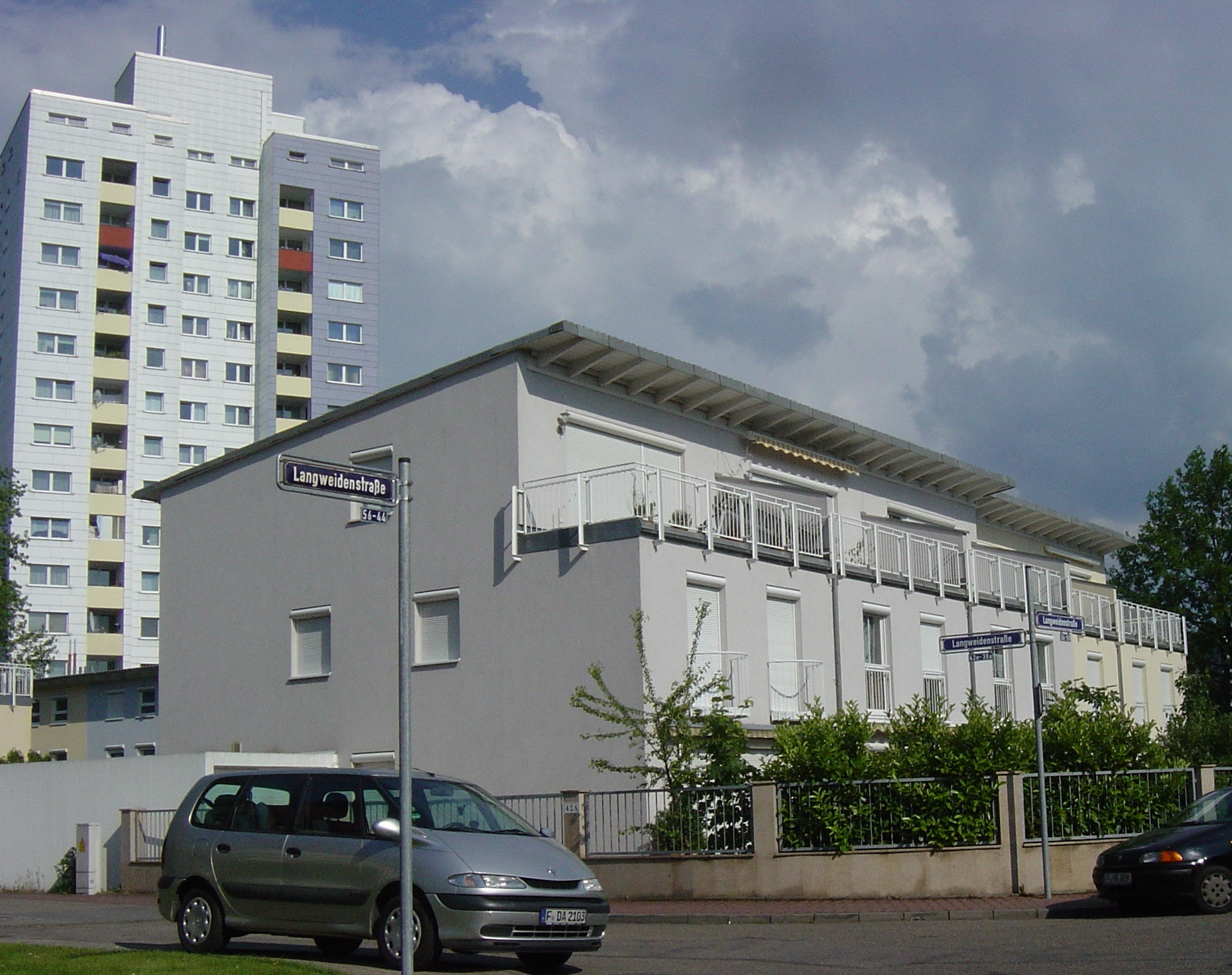
Siedlung Langweidenstraße
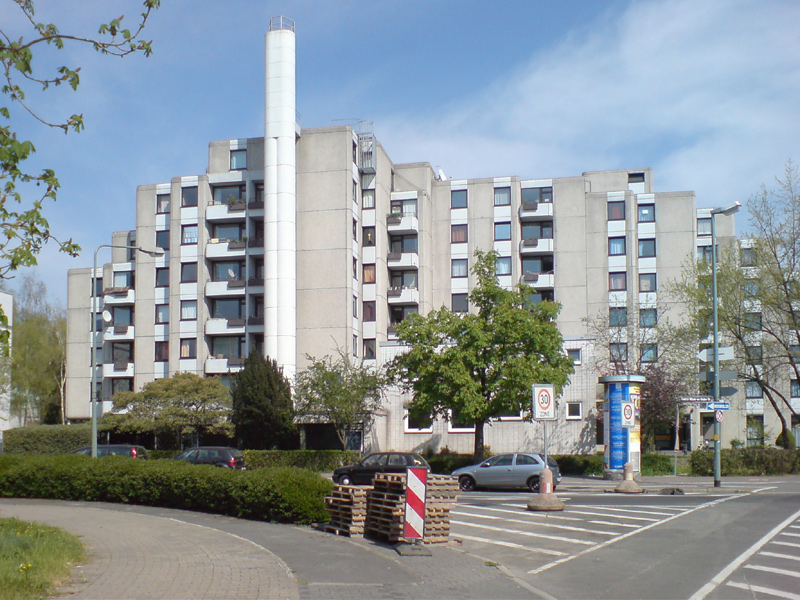
Friedrich-Dessauer-Haus

### Willi-Brundert-Siedlung
Teilweise schon 1933–1935 erbaut, erhielt die 1972 weiter errichtete Siedlung westlich der Praunheimer Landstraße an der Nidda zum Gedenken an den 1970 verstorbenen Frankfurter Oberbürgermeister den Namen Willi-Brundert-Siedlung. Die Siedlung bestand einst aus kleinen Einfamilienhäusern mit Garten. Die typischen alten Siedlungshäusern wurden zunehmend durch moderne Ein- und Mehrfamilienhäuser ersetzt. Die Siedlung zählt heute zu den gehobenen und begehrten Wohnlagen Frankfurts. Markante Bauten sind vier Hochhäuser in der Straße Am Niddatal. 1978 wurde zwischen der Willi-Brundert-Siedlung und der A66 ein Lärmschutzwall errichtet.

### Siedlung Langweidenstraße
Das Gebiet östlich der Straße Am Hohen Weg wurde von 1961 bis 1973 mit drei- bis fünfgeschossigen Mehrfamilienhäusern bebaut und durch 5 Wohnhochhäuser ergänzt.

### FDH Friedrich-Dessauer-Studentenheim
1969 wurde das vom Bauverein Katholische Studentenwohnheime errichtete FDH Friedrich-Dessauer-Haus mit seinen 656 Wohnheimzimmern in der Friedrich-Wilhelm-von-Steuben-Straße 90 eröffnet.

### Körner Siedlung, ehemalige Fischstein Housing Area der US-Streitkräfte
Der Straßenname Am Fischstein bezieht sich auf die historische Flurbezeichnung. Dort stand ein Grenzstein, der die Fischereirechte auf der Nidda zwischen den Grafen Solms-Rödelheim und der Stadt Frankfurt markierte.
Die ehemals amerikanische US-Siedlung Fischstein Housing Area wurde nach Auszug der Amerikaner ab 1995 von der städtischen Wohnungsholding vom Bund erworben und vermietet.

### Gut Hausen

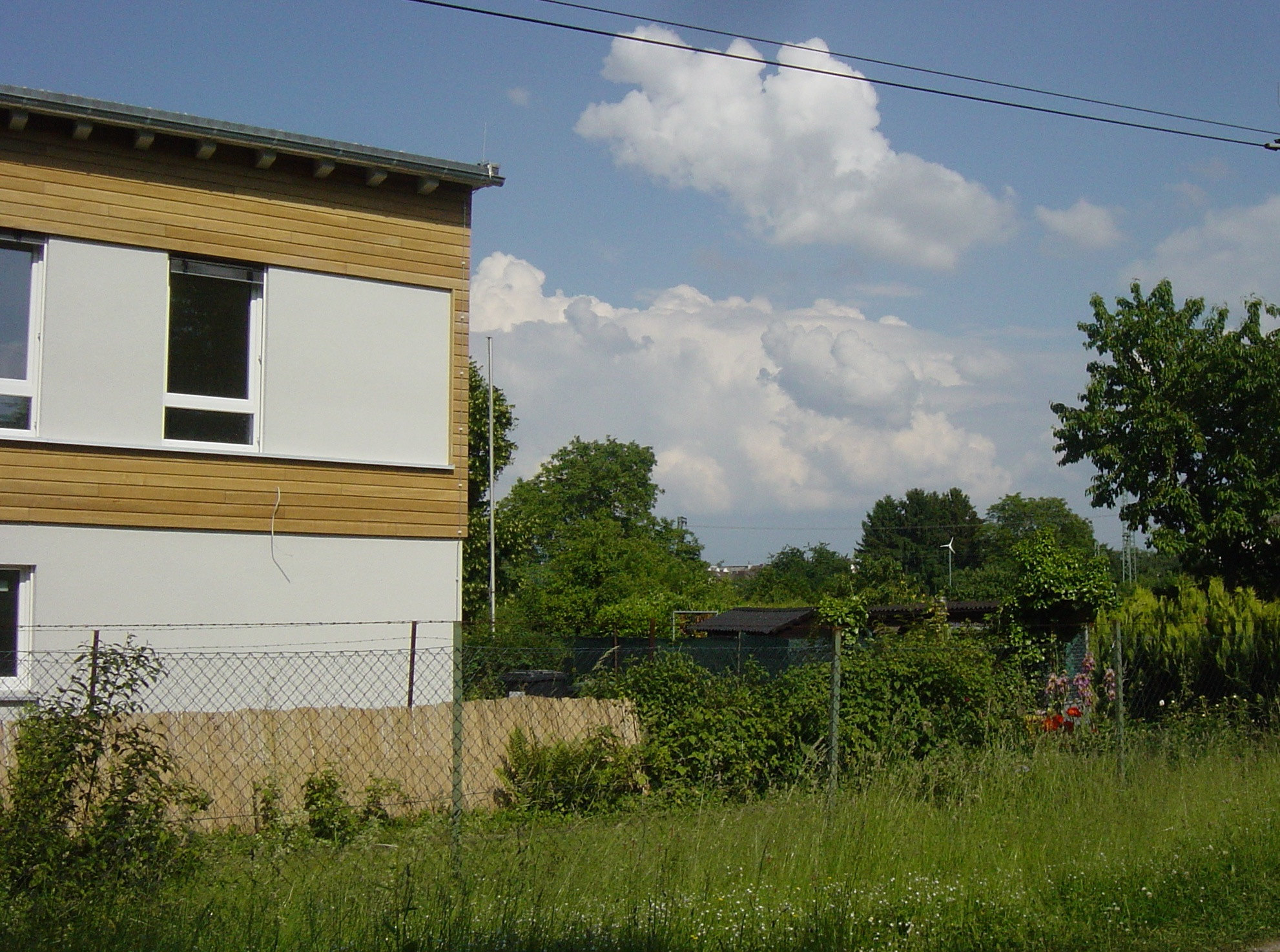
Gut Hausen

Das Gelände an der Wilhelm-von-Steuben-Straße 2 (ehemaliges Amt für Pflanzenschutz) wurde 1954 vom Verein „Gib mir Deine Hand“ gepachtet. Dieser fusionierte 2011 mit dem Verein Lebenshilfe. Auf dem 25.000 m² großen, verwilderten Gelände, befanden sich neben einem sanierungsbedürftigen Hauptgebäude zwei Gewächshäuser und drei weitere kleinere Gebäude. Die Gebäude wurden komplett saniert und teilweise umgebaut. Heute ist das Gelände geprägt von Wiesenflächen mit rund 800 Apfelbäumen sowie einigen Kirsch- und Zwetschgenbäumen. Das Gut Hausen ist eine Begegnungsstätte für Menschen mit und ohne Behinderung mit Angeboten zur Beratung, Therapie, pädagogischen Aktivitäten, Bildungs-, Beschäftigungs- und Freizeitangeboten.

## Religion

### Evangelische Kirche
Die evangelische Pfarrkirche wurde 1851–1852 gebaut und befindet sich an der Ecke Hausener Obergasse/Alt-Hausen. Sie bildet das Zentrum von Hausen. Gegenüber dem klassizistischen Kirchengebäude steht das Pfarrhaus. Das barocke Wohnhaus von 1775 bis 1776 steht unter Denkmalschutz.

### Evangelische Freikirche
Die Evangelisch-Freikirchliche Gemeinde am Niddapark e. V. unterhält einen Gemeindetreffpunkt in der Praunheimer Landstraße.

### Philadelphia Gemeinde
Die Philadelphia Gemeinde International e. V. hat einen Gemeindetreffpunkt in der Straße Am Industriehof.

### Katholische Kirche
Die katholische Kirchengemeinde St. Anna mit Kindergarten befindet sich am Hohen Weg und wurde 1968 im Stil des Brutalismus errichtet. In unmittelbarer Nachbarschaft befinden sich das vom Caritasverband betriebene Altenzentrum Santa Teresa, ein Alten- und Pflegeheim mit Altenwohnanlage, sowie das vom Bauverein Katholische Studentenwohnheime betriebene Friedrich Dessauer Haus. Eine Filialkirche von St. Anna ist die Kirche St. Raphael in der Ludwig-Landmann-Straße. Hier soll anstelle der Kirchengebäude bis 2022/2023 ein katholisches Gymnasium errichtet werden.

### Russisch-orthodoxe Kirche
Die russisch-orthodoxe Kirche Sankt Nikolaus liegt direkt am Fischsteinkreisel. Sie wurde durch die Russisch-Orthodoxe Gemeinde Frankfurt, die sich als Erweiterung der Bad Homburger russisch-orthodoxen Gemeinde Allerheiligen gebildet hatte, nach zweijähriger Bauzeit zu Ostern 1967 eingeweiht. Die „Große Weihe“ erfolgte 1979 durch mehrere Bischöfe unter Leitung des Erzbischofs und späteren Metropoliten der russisch-orthodoxen Kirche im Ausland Vitalij (Ustinov). Entworfen und gebaut wurde nach altrussischem Stil durch den Frankfurter Architekten und Ernst-May-Schüler Wolf Drevermann nach dem Vorbild einer Kirche in Pskow aus dem 15. Jahrhundert. Der Innenraum wurde im strengen Nowgorod-Stil mit Ikonen des in Frankfurt lebenden Ikonenmalers Adam Russak mit christlichen Motiven gestaltet. Er malte daran nahezu zwölf Jahre. Vor dem offenen Glockenturm wurde 2004–2005 ein Portal und ein Exonarthex geschaffen und der Kircheninnenraum erheblich erweitert sowie ein neues Gemeindezentrum unter Planung und Durchführung des bekannten russisch-französischen Architekten Sergej S. Tarassow (Paris) errichtet (2005–2008). Die sonntägliche Liturgie wird von etwa 250 Personen aus Frankfurt und Umgebung besucht.

### Sunnitische Moschee
Die nach Abu Bakr benannte islamische sunnitische Gemeinde baute im Jahr 2003 in der Praunheimer Landstraße unmittelbar neben der Bundesautobahn 66 eine Moschee. Außerdem existierte ein schiitisches iranisches Kulturzentrum in Alt-Hausen, das inzwischen durch eine Wohnbebauung ersetzt wurde.

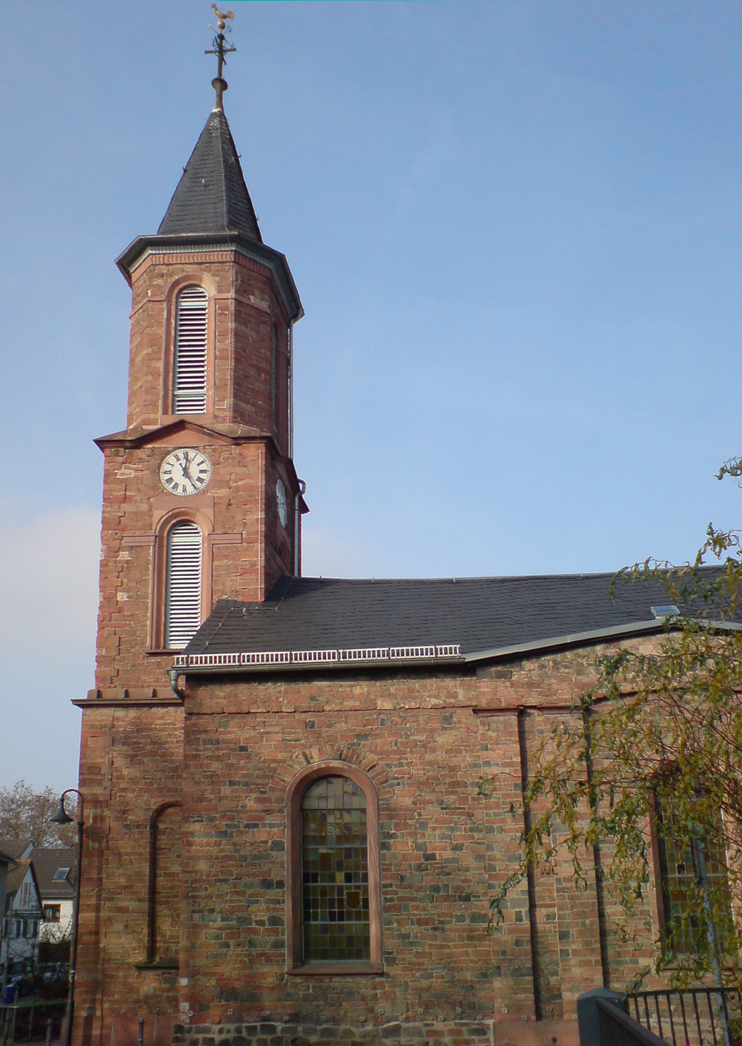
Evangelische Kirche Hausen
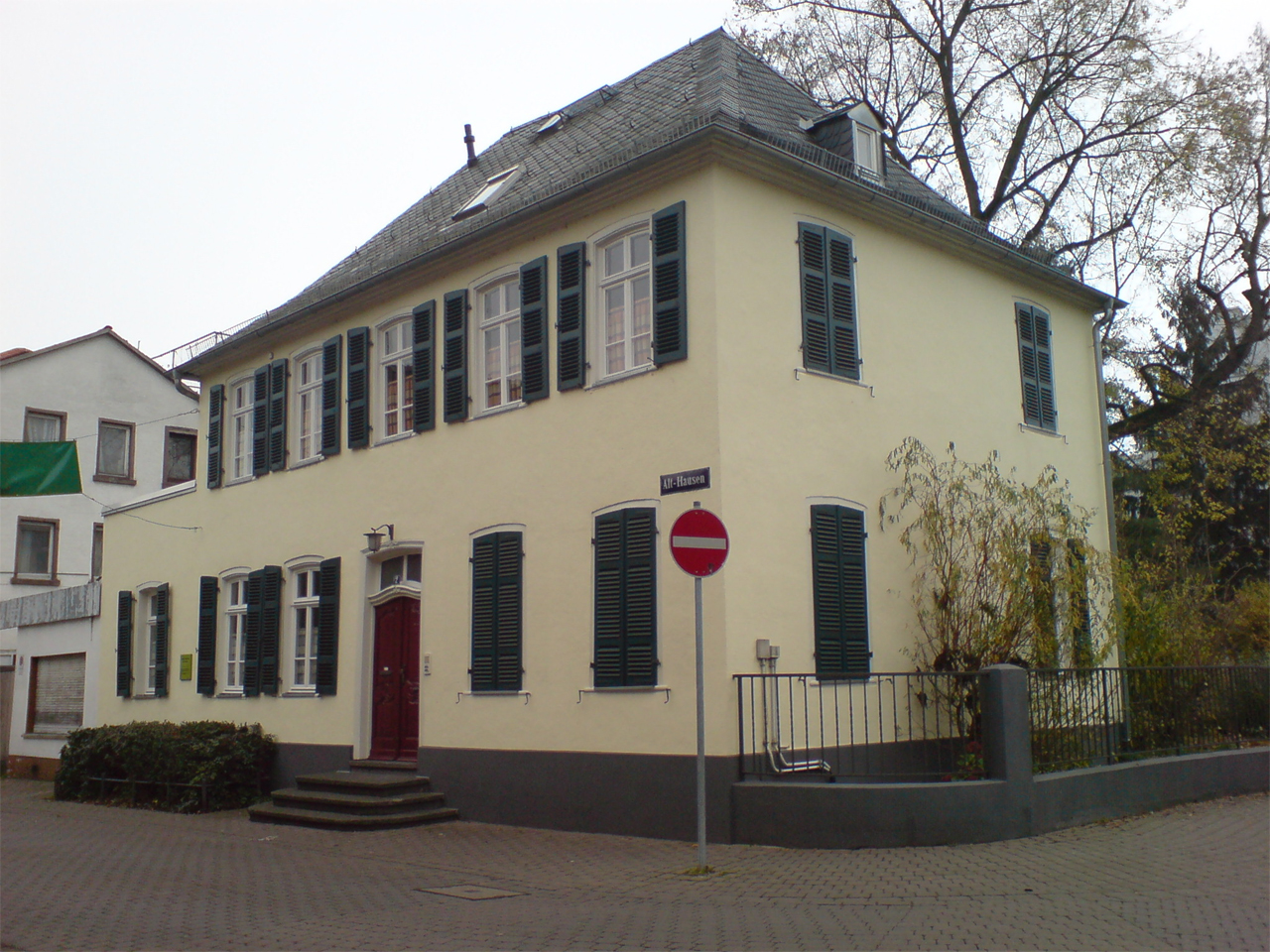
Evangelisches Pfarrhaus, Alt-Hausen
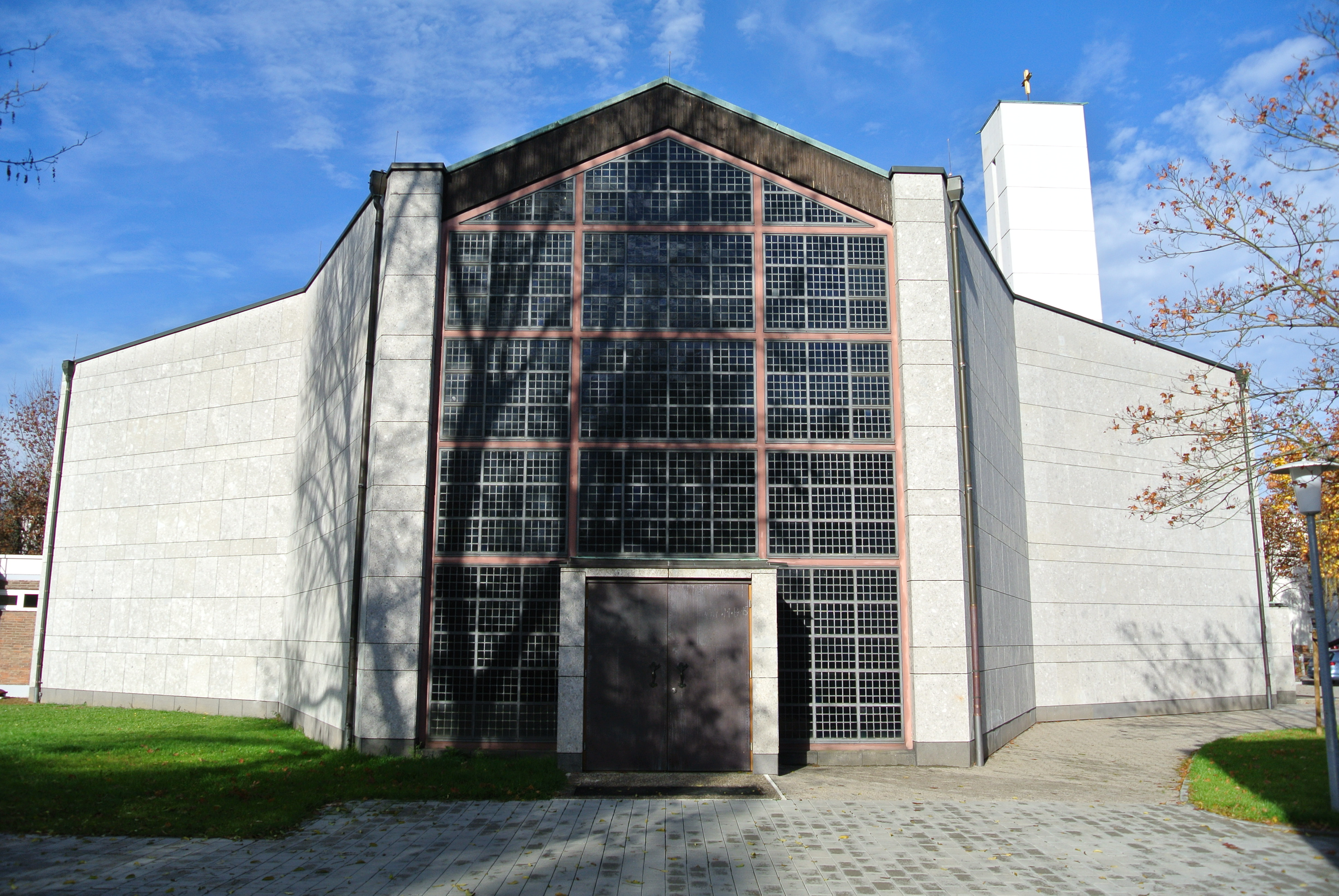
Kath. Kirche St. Anna, Am Hohen Weg
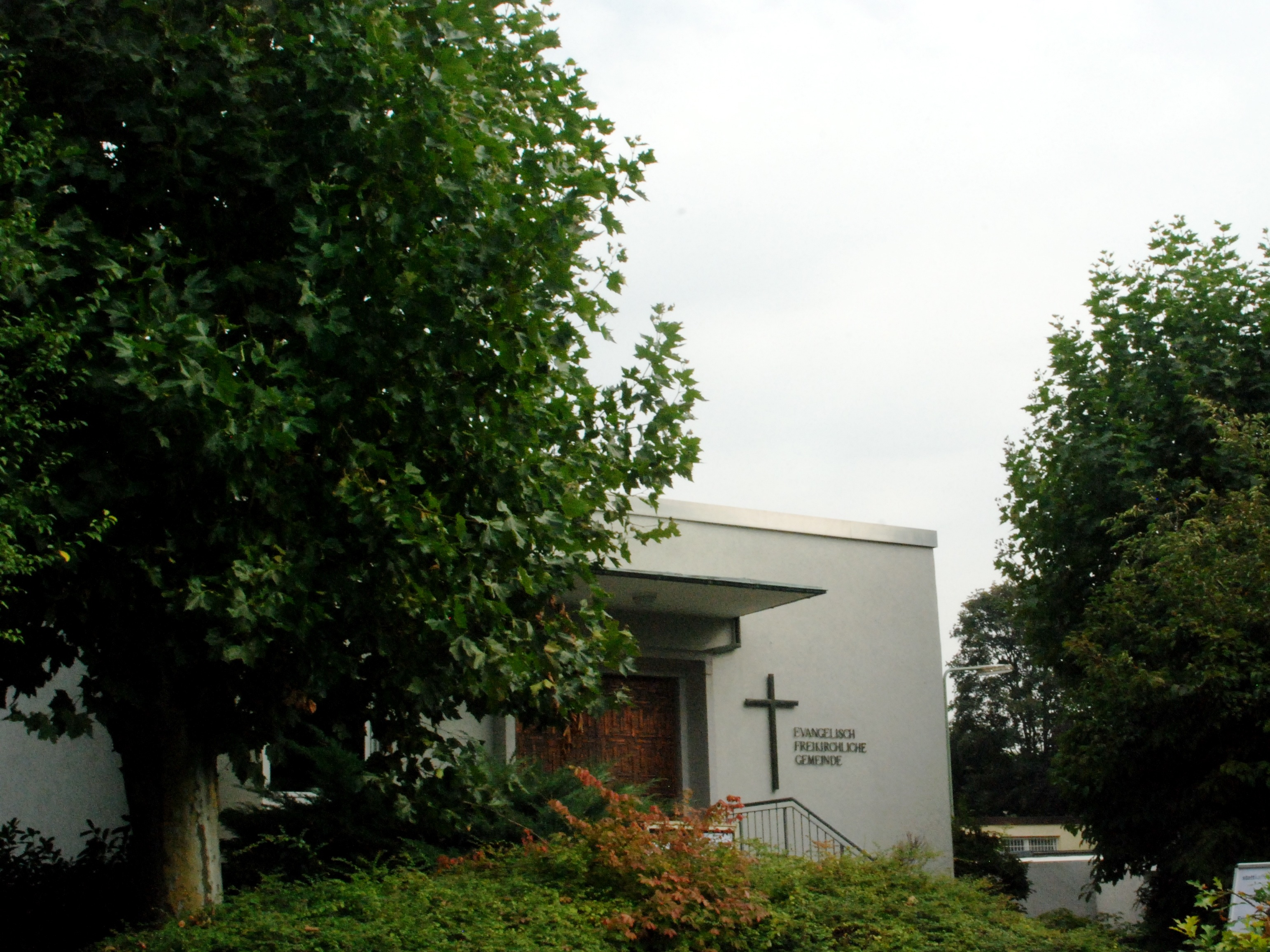
Evangelisch-Freikirchliche Gemeinde am Niddapark
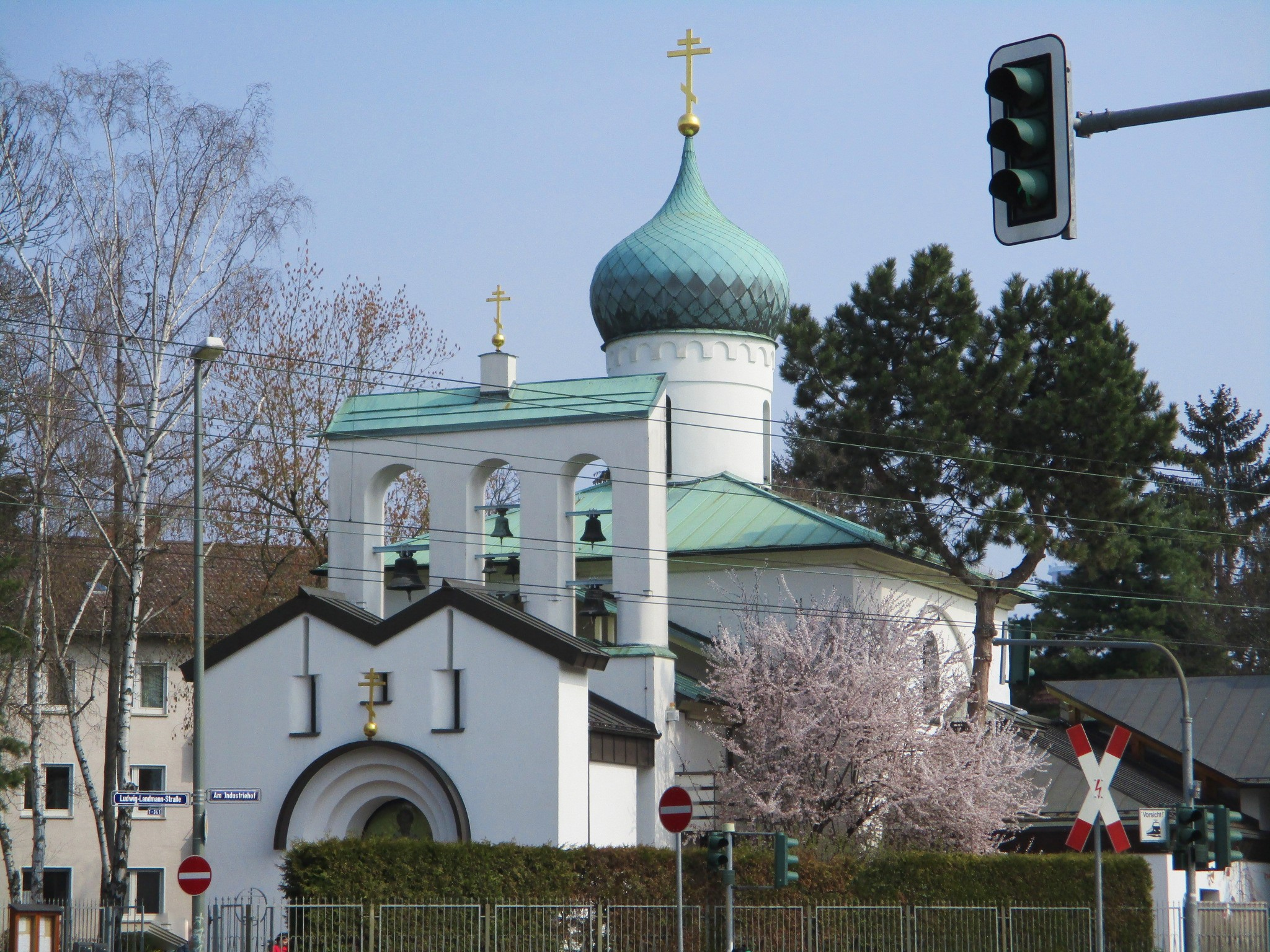
Russisch-orthodoxe St. Nikolauskirche, Am Industriehof
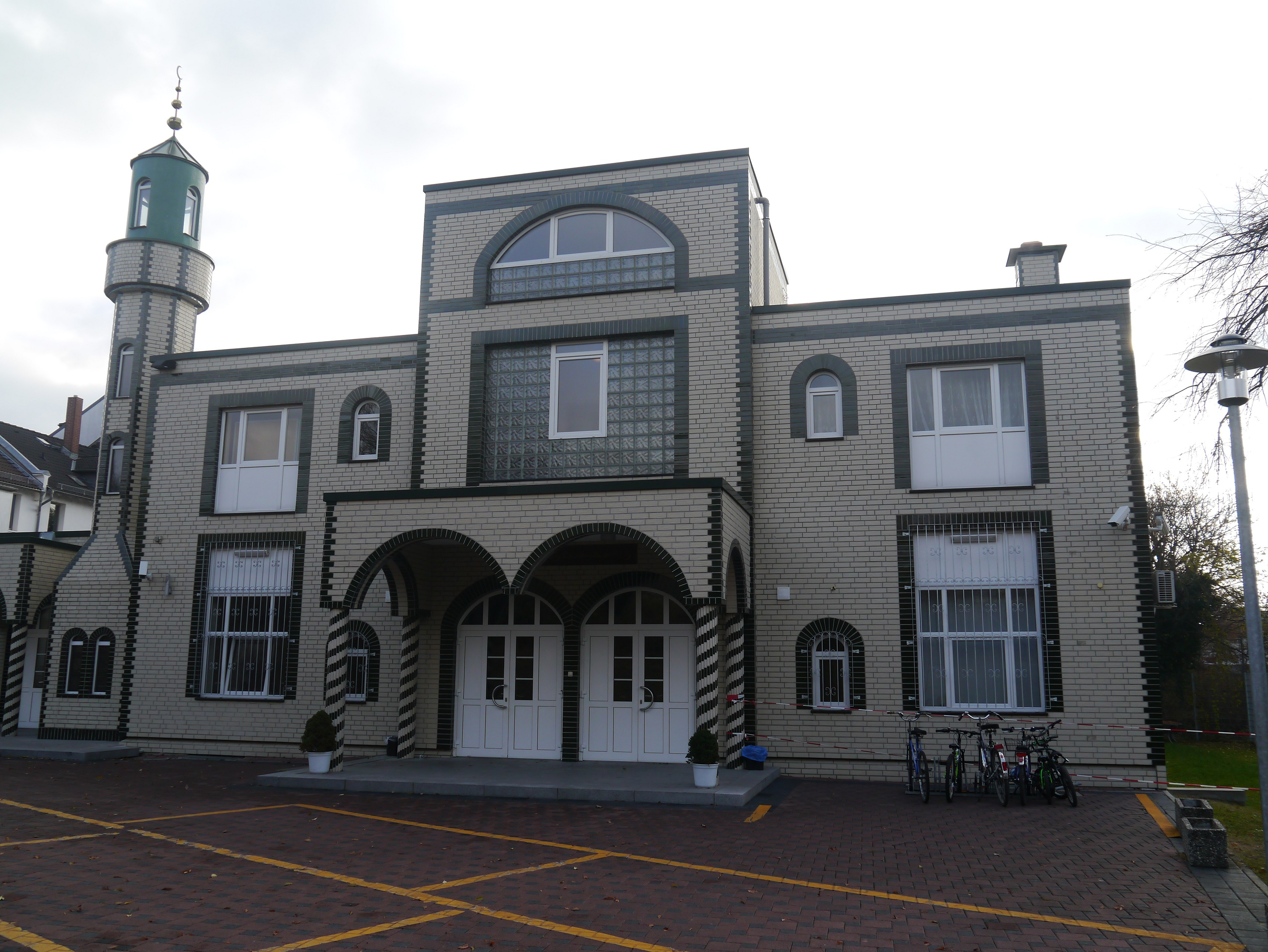
Sunnitische Moschee Abu Bakr, Praunheimer Landstraße

## Politik
Für Hausen ist der Ortsbeirat 7 (Hausen, Industriehof, Praunheim, Rödelheim, Westhausen) Frankfurt-Mitte-West der Stadt Frankfurt zuständig. Derzeit ist der gewählte Ortsvorsteher des Ortsbeirates 7 in Frankfurt am Main Johannes Lauterwald (Grüne) und als stellvertretende Ortsvorsteherin Michaela Will (SPD).

## Kultur und Sehenswürdigkeiten

### Regelmäßige Veranstaltungen

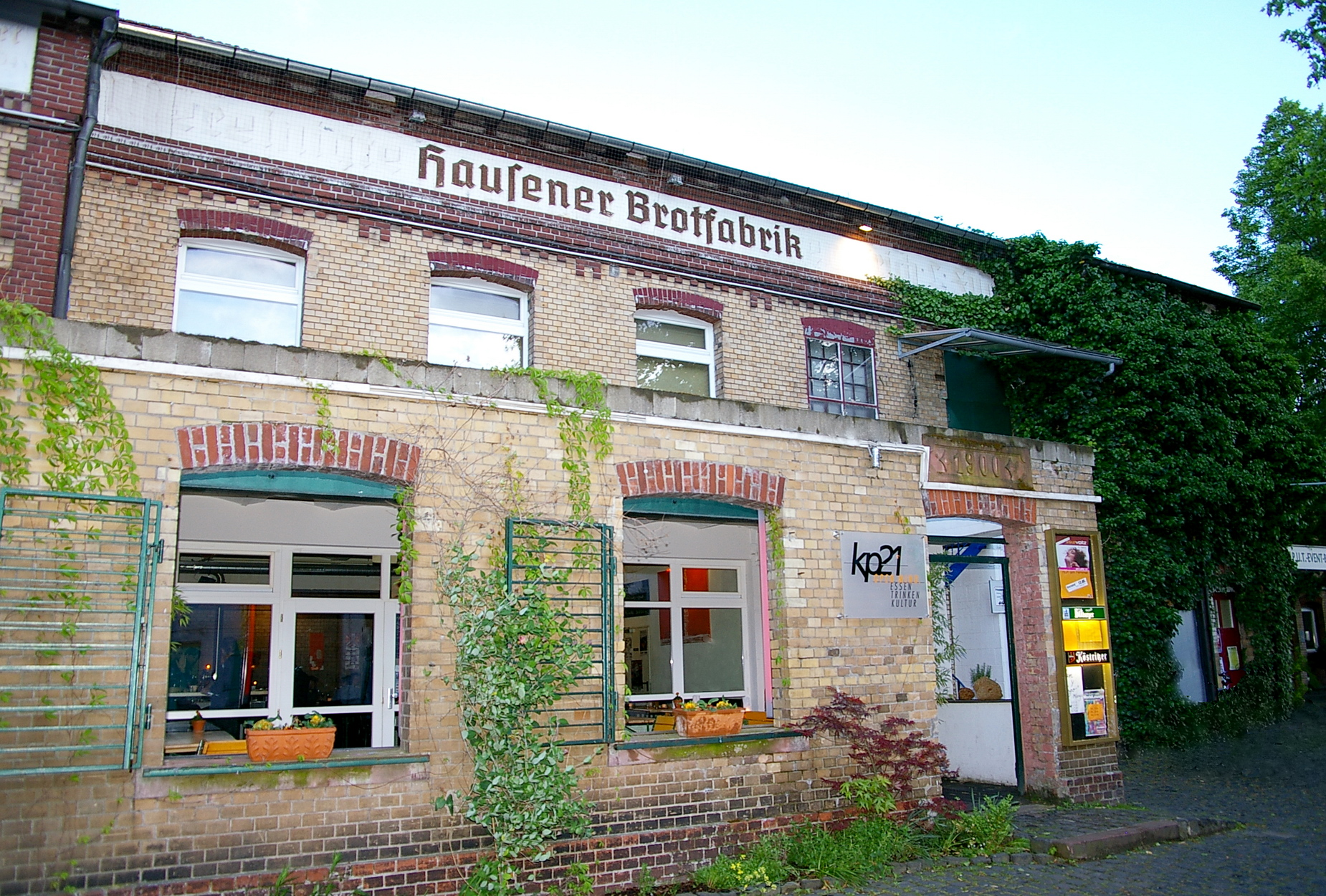
Hausener Brotfabrik

Alle zwei Jahre gibt es in Hausen ein großes Stadtteilfest auf dem Schulhof der Kerschensteinerschule. Im Dezember – jeweils versetzt auch alle zwei Jahre – findet ein Weihnachtsmarkt statt. Beides wird vom Arbeitskreis Hausen organisiert. Der Arbeitskreis ist ein Zusammenschluss aller Hausener Vereine, Gemeinden und sonstigen Einrichtungen und erhielt im Jahr 2005 einen vom Ortsbeirat verliehenen Stadtteilpreis für herausragende ehrenamtliche Tätigkeit. Neben diesen beiden Veranstaltungen richten die Gemeinden und Vereine jährlich auch eigene Sommerfeste aus, u. a. das Sommerfest der Freiwilligen Feuerwehr Hausen.
Ein bekanntes kulturelles Zentrum von Hausen ist die Brotfabrik. Die ehemalige Großbäckerei wurde 1888 gegründet und bis 1972 betrieben. Seit 1981 wird das Gebäude für Theater, Konzerte und Gastronomie genutzt. Als Trägervereine wurden die Vereine Brotfabrik Hausen e. V. und Kulturprojekt 21 e. V. gegründet.

### Sport und Freizeit
An der Hausener Obergasse 5 liegen die Sportplätze des Fußballvereins sowie des Turn- und Sportvereins. Das Fußballfeld ist mit Kunstrasen ausgestattet. Neben einer großen Turnhalle befinden sich dort auch drei Tennisplätze.
Der 1933 gegründete Sportanglerklub „Anker“ Frankfurt-Hausen e. V. ist in einem Vereinsheim am Niddaufer westlich der Ludwig-Landmann-Straße beheimatet und geht neben dem Angelsport auch der Förderung des Naturschutzes nach. So wird alle zwei Jahre gemeinsam mit anderen Vereinen und Organisationen im Rahmen eines Umwelttages das Niddaufer und -flussbett gereinigt. Das Anglerheim am Niddauferweg ist bewirtschaftet und im Sommer ein beliebtes Ausflugsziel. Es liegt jedoch eigentlich bereits auf Rödelheimer Gemarkung.

### Hausener Terrasse im Volkspark Niddatal
Die Hausener Terrasse ist eine erhöhte Aussichtsplattform mit Schutzhütte im Volkspark Niddatal. Hier bietet sich ein Blick über weite Teile des Parks. Der für die Bundesgartenschau im Jahr 1989 angelegte Wasserspielplatz an der Hausener Terrasse wurde aufgrund seiner veralteten Wasseraufbereitungstechnik im Jahr 2009 stillgelegt. Stattdessen wurde an dieser Stelle ein neuer Spielplatz angelegt und 2011 fertiggestellt.

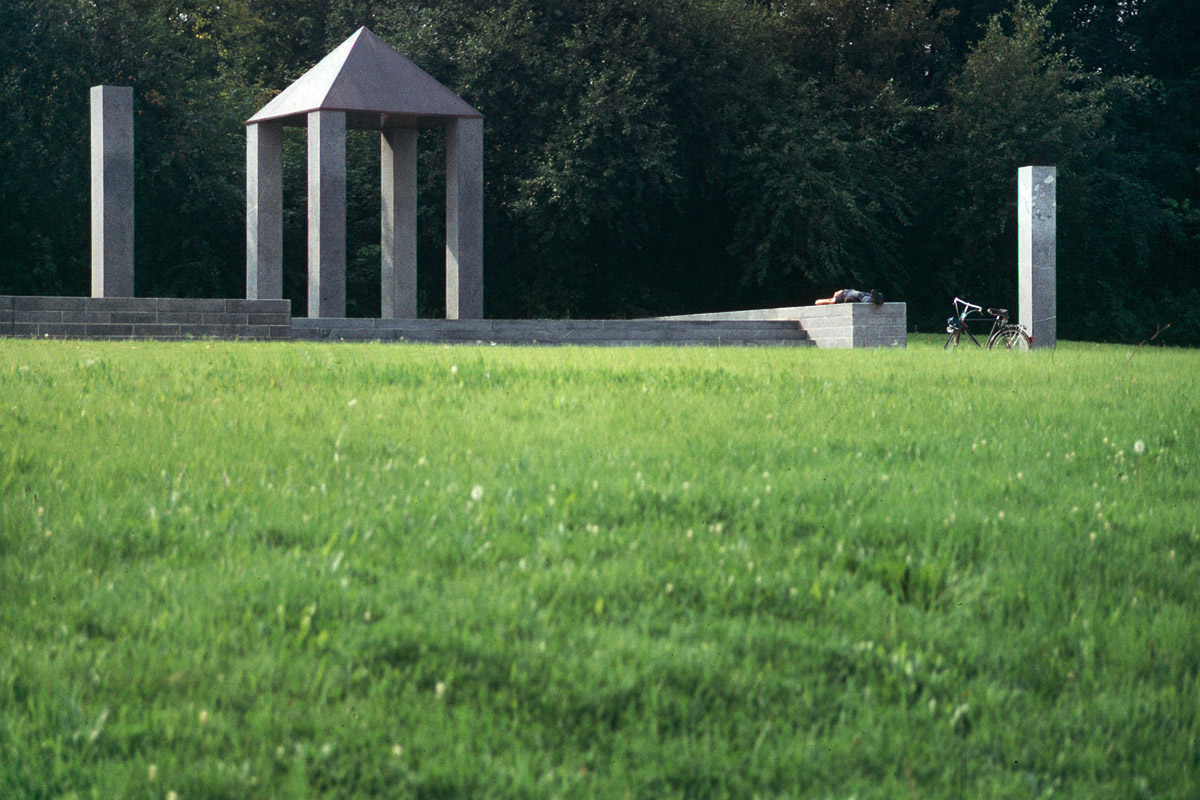
Hausener Terrasse im Niddapark
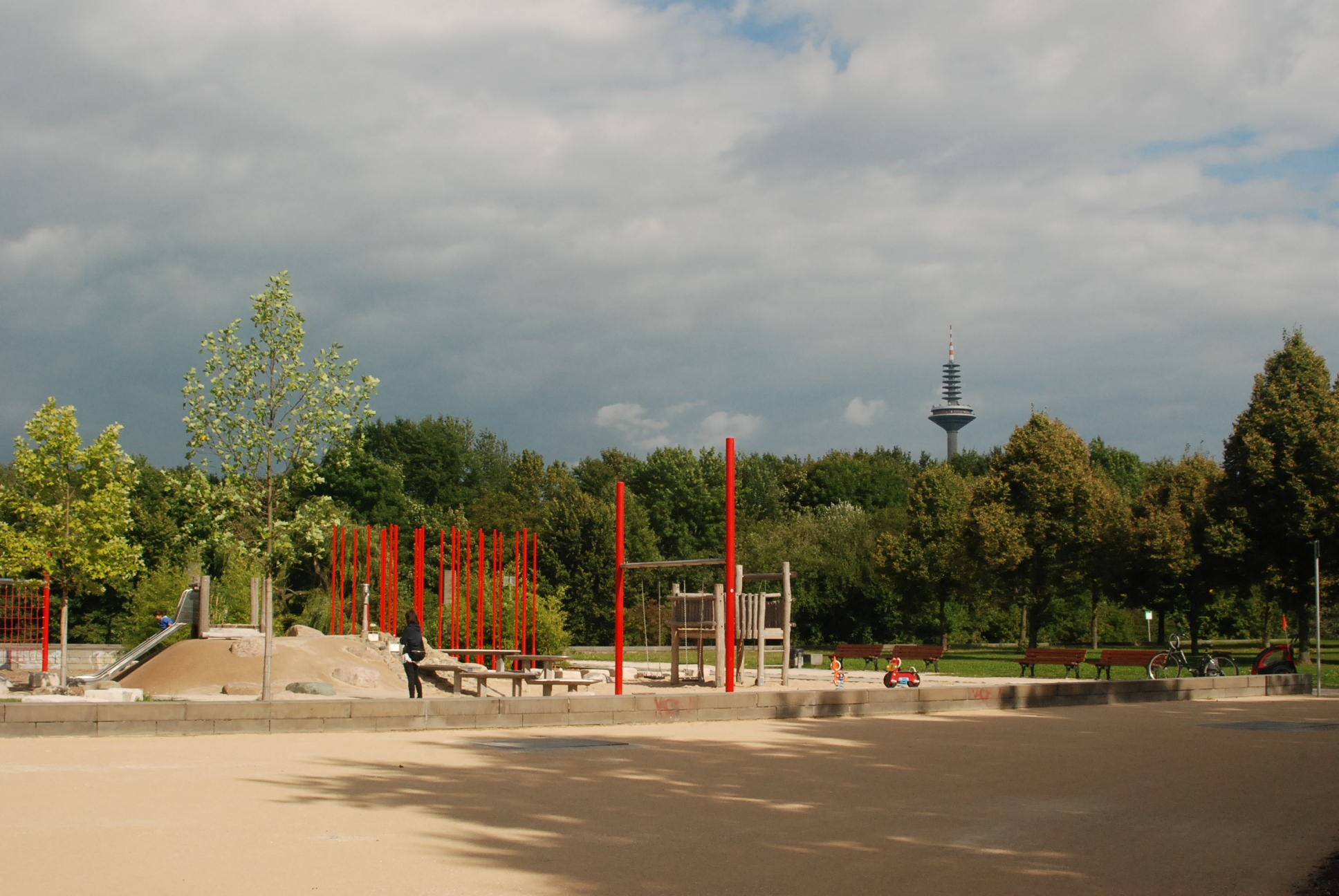
Spielplatz an der Hausener Terrasse
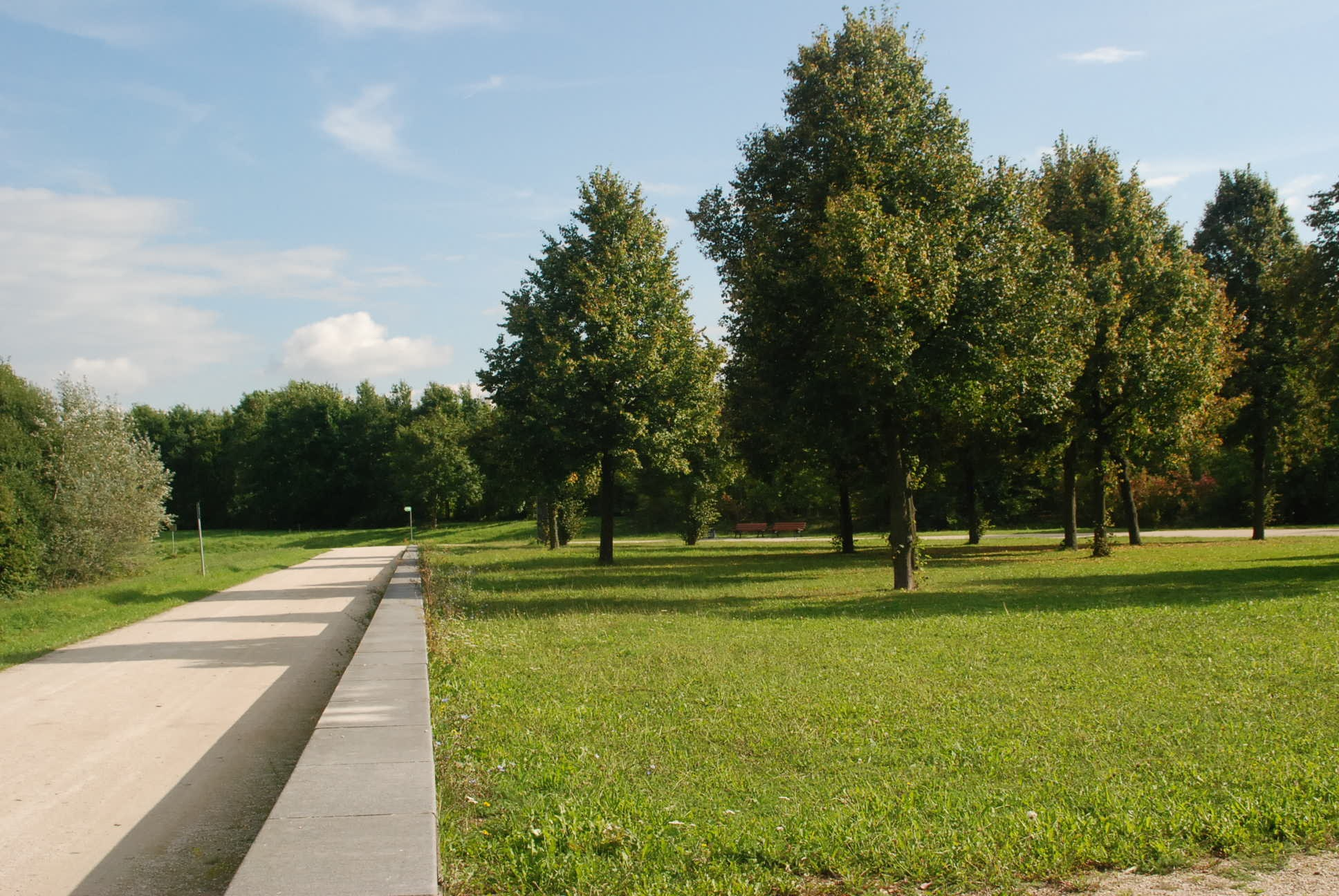
An der Hausener Terrasse
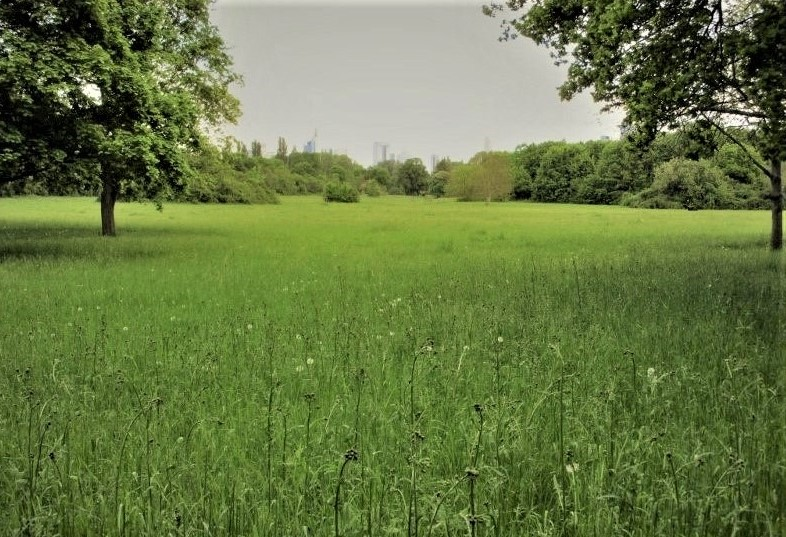
Der Niddapark im Bereich Hausen

### Hausener Freibad
Im Jahr 1961 wurde das Hausener Strandbad an der Nidda zum Freibad ausgebaut. Am östlichen Niddaufer befinden sich je ein beheiztes Schwimmer- und Nichtschwimmerbecken sowie eine große Liegewiese. Über eine Brücke ist eine Spiel- und Sportfläche am gegenüberliegenden Ufer angebunden. Das Freibad wurde 2011 nach aufwendiger Sanierung mit einem 50-m-Schwimmbecken neu eröffnet. Die frühere Aufteilung in Schwimmer- und Nichtschwimmerbecken wurde aufgegeben. Das Hausener Schwimmbad öffnet jährlich als erstes öffentliches Freibad in Deutschland bereits Ende März/Anfang April, da das Wasser beheizt wird. 2015 setzte der Frankfurter Cartoonist, Illustrator und Autor Hans Traxler dem Bad in seinem Buch Ein Sturmtief überm Freibad Hausen ein literarisches Denkmal. Der Band erschien in der Reihe Die Tollen Hefte im Frankfurter Verlag Edition Büchergilde.

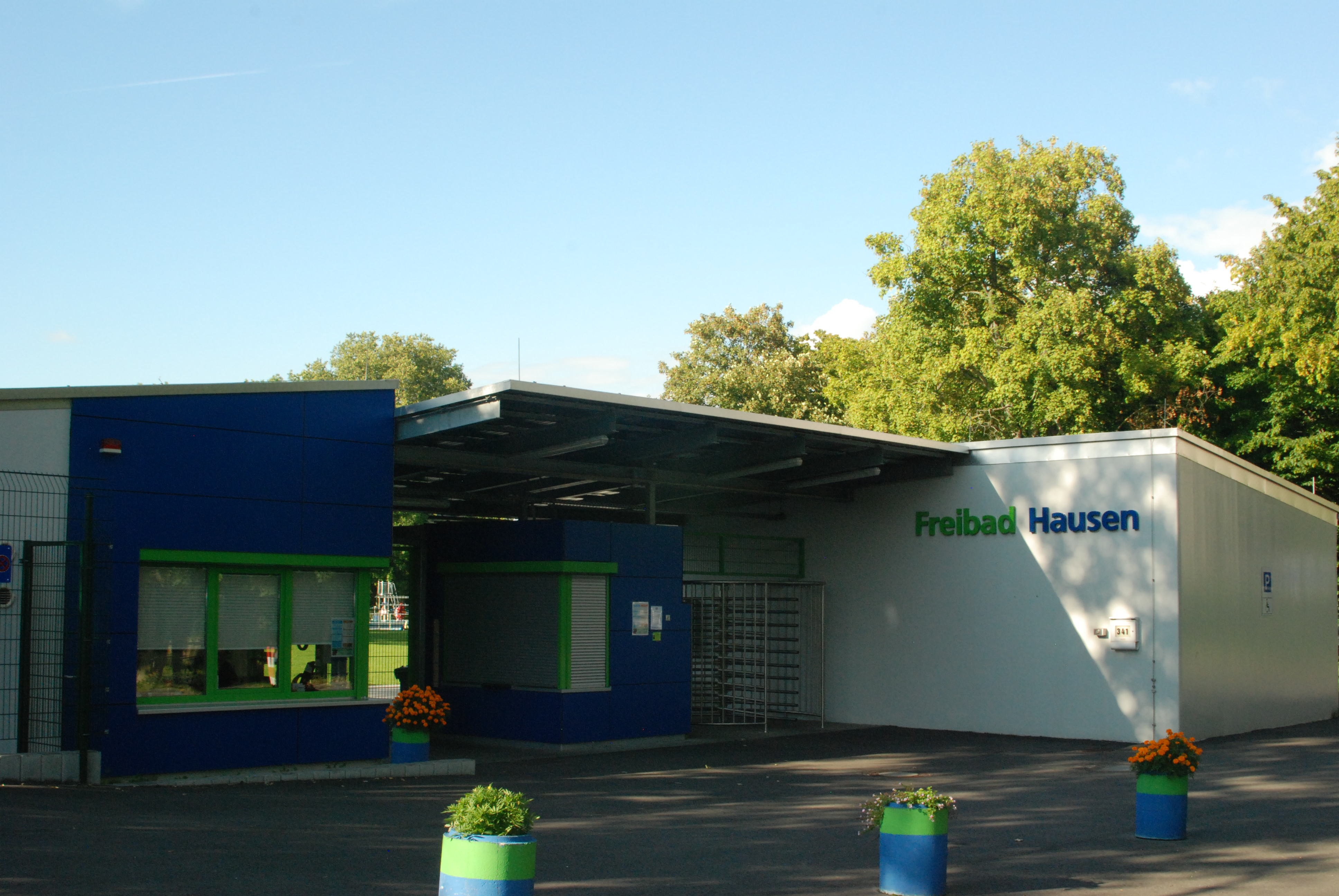
Frankfurt-Hausen, Freibad Hausen, Foto 2013
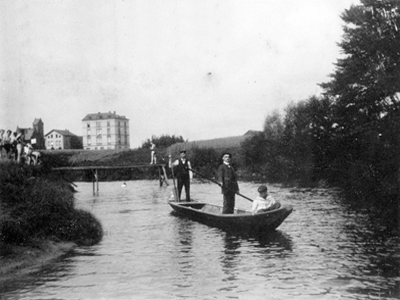
Frankfurt-Hausen, Baden in Hausen in der Nidda, Foto 1904

### Vogelschutzgebiet
Am Ufer der Nidda befindet sich das Vogelschutzgehölz Hausener Auwald mit einer großen Artenvielfalt.

## Wirtschaft und Infrastruktur

### Bildung und Forschung
Im alten Hausener Ortskern befindet sich als einzige öffentliche Schule die Kerschensteinerschule  – benannt nach dem Reformpädagogen Georg Kerschensteiner. Die Grundschule  (vorher auch Hauptschule) wurde 1954 eröffnet und besteht heute aus drei Schulgebäuden und einer Turnhalle. Das nächste Gymnasium, die Liebigschule, befindet sich in Westhausen. Die Ernst-Reuter-Schule – eine integrierte Gesamtschule sowie ein Oberstufengymnasium – liegen in der Nordweststadt. Als Alternative wird durch die gute Anbindung Hausens an das U-Bahn-Netz auch die weiter entfernte Bettinaschule im Westend genutzt.
In der Langweidenstraße – an der Grenze zu Bockenheim – wurde im April 1985 die Japanische Internationale Schule eröffnet. Sie hat etwa 230 Schüler und befindet sich in privater Trägerschaft. In einem Gebäudekomplex auf dem Gelände der früheren Mühle am Hausener Weg war bis 2013 das Max-Planck-Institut für europäische Rechtsgeschichte untergebracht. Diese sind auf den Campus Westend umgezogen.

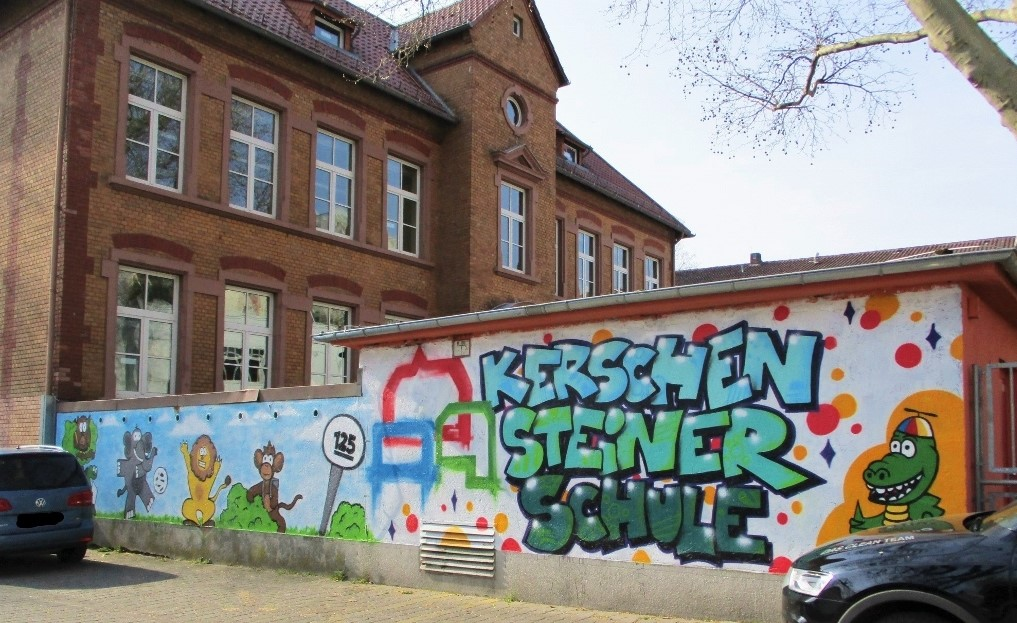
Kerschensteiner Schule, Grundschule
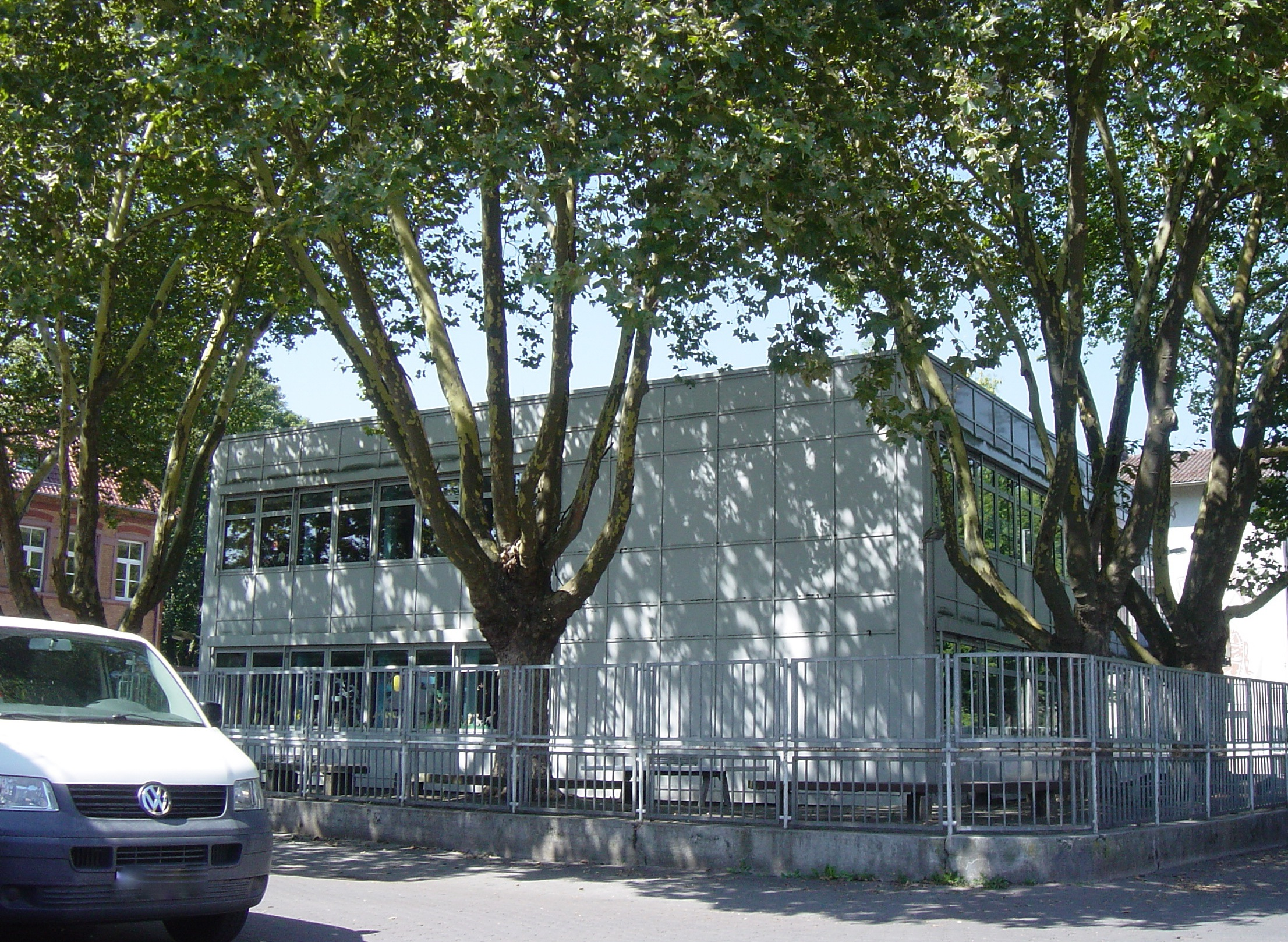
Kerschensteinerschule (Grundschule)
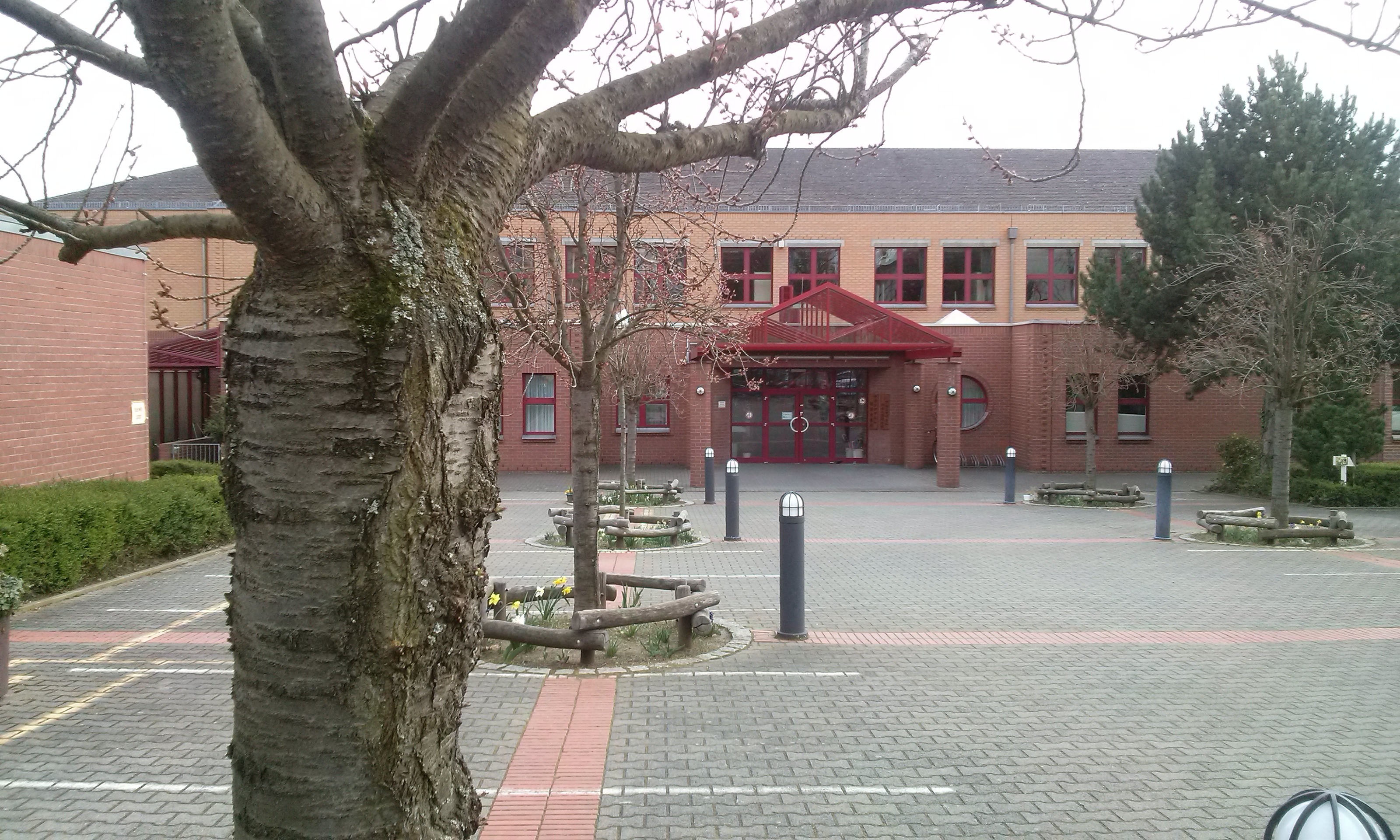
Japanische Internationale Schule, Langweidenstraße
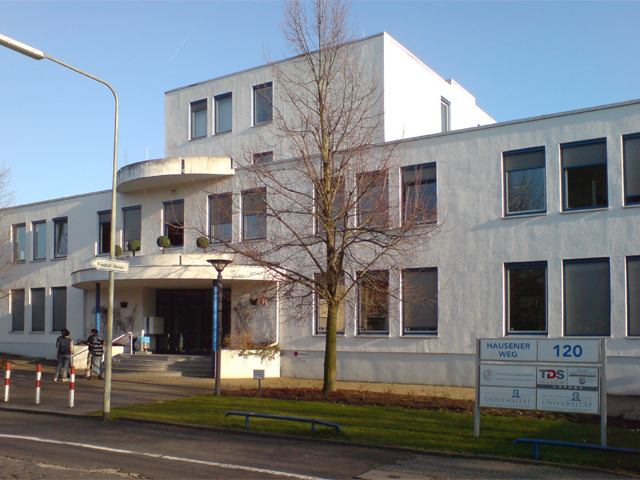
Gebäude des ehem. Max-Planck-Instituts für Rechtsgeschichte und Goethe-Universität

### Freiwillige Feuerwehr Hausen
Seit 1976 erweitert die im Jahre 1882 gegründete Freiwillige Feuerwehr Frankfurt am Main-Hausen das Freizeitangebot von Jugendlichen im Alter von 10 bis 17 Jahren durch eine Jugendfeuerwehr. Eine Minifeuerwehr für Kinder ab 4 Jahren folgte im Jahr 2004. Das Sommerfest für Jung und Alt bildet für den Stadtteil Hausen ein zentrales Element. Es ist eins der größten Feste im Stadtteil.
Im Jahr 2020 bezog die Freiwillige Feuerwehr Frankfurt-Hausen ihr neues Feuerwehrhaus in der Straße „Am Ellerfeld 18“. Das neue Gebäude wurde in einer reinen Holzbauweise erstellt. Das alte Feuerwehrhaus in der Straße „Am Spritzenhaus“ wird inzwischen vom Deutschen Roten Kreuz genutzt.

### Verkehr

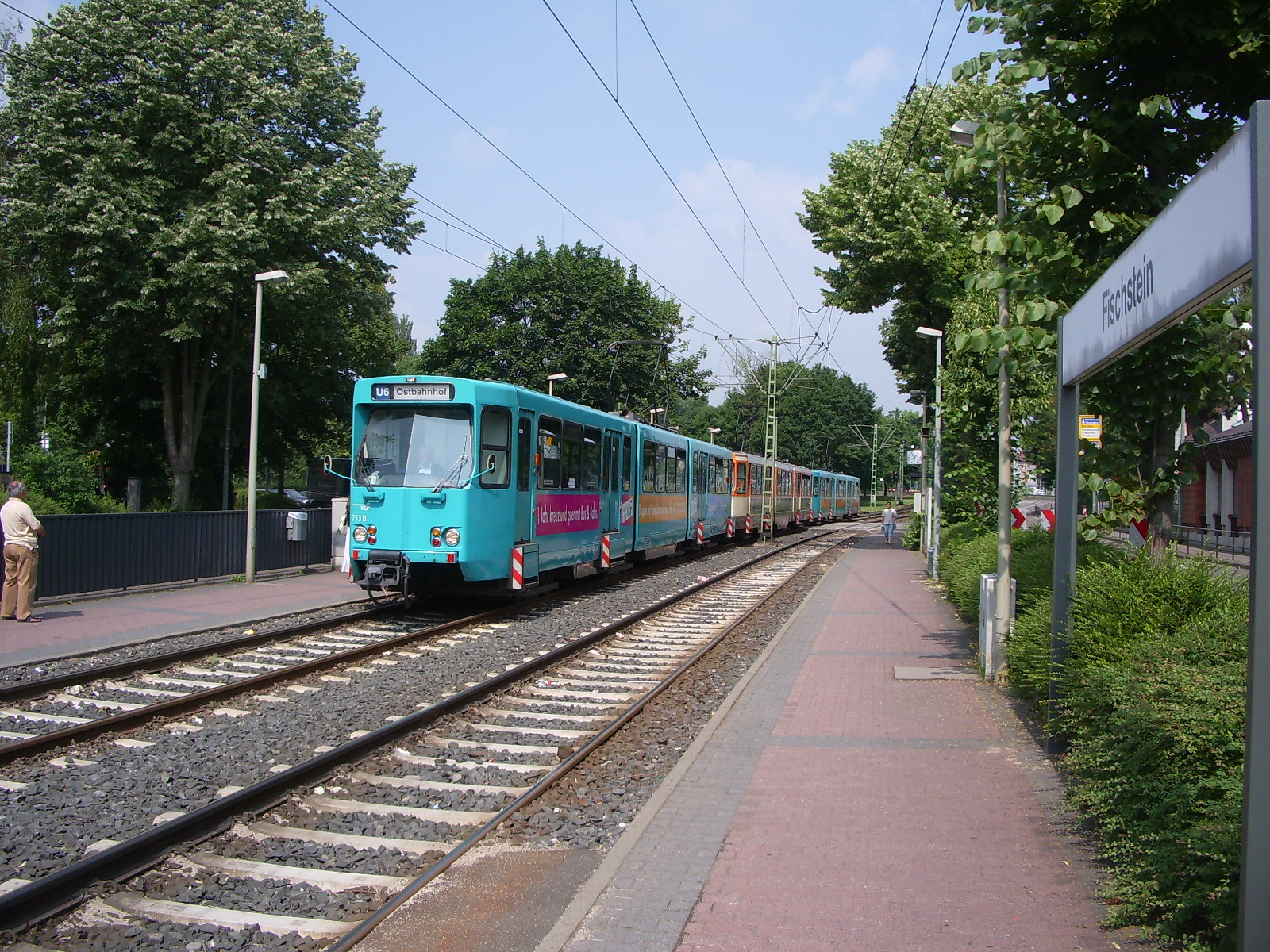
Zug der ehemaligen Linie U6 am Fischstein (heute U7)

Im Westen verläuft die Ludwig-Landmann-Straße, ein Teil der Bundesstraße 44 und eine wichtige Ausfallstraße in Frankfurt am Main. Dort befindet sich eine Anschlussstelle der Bundesautobahn 66.

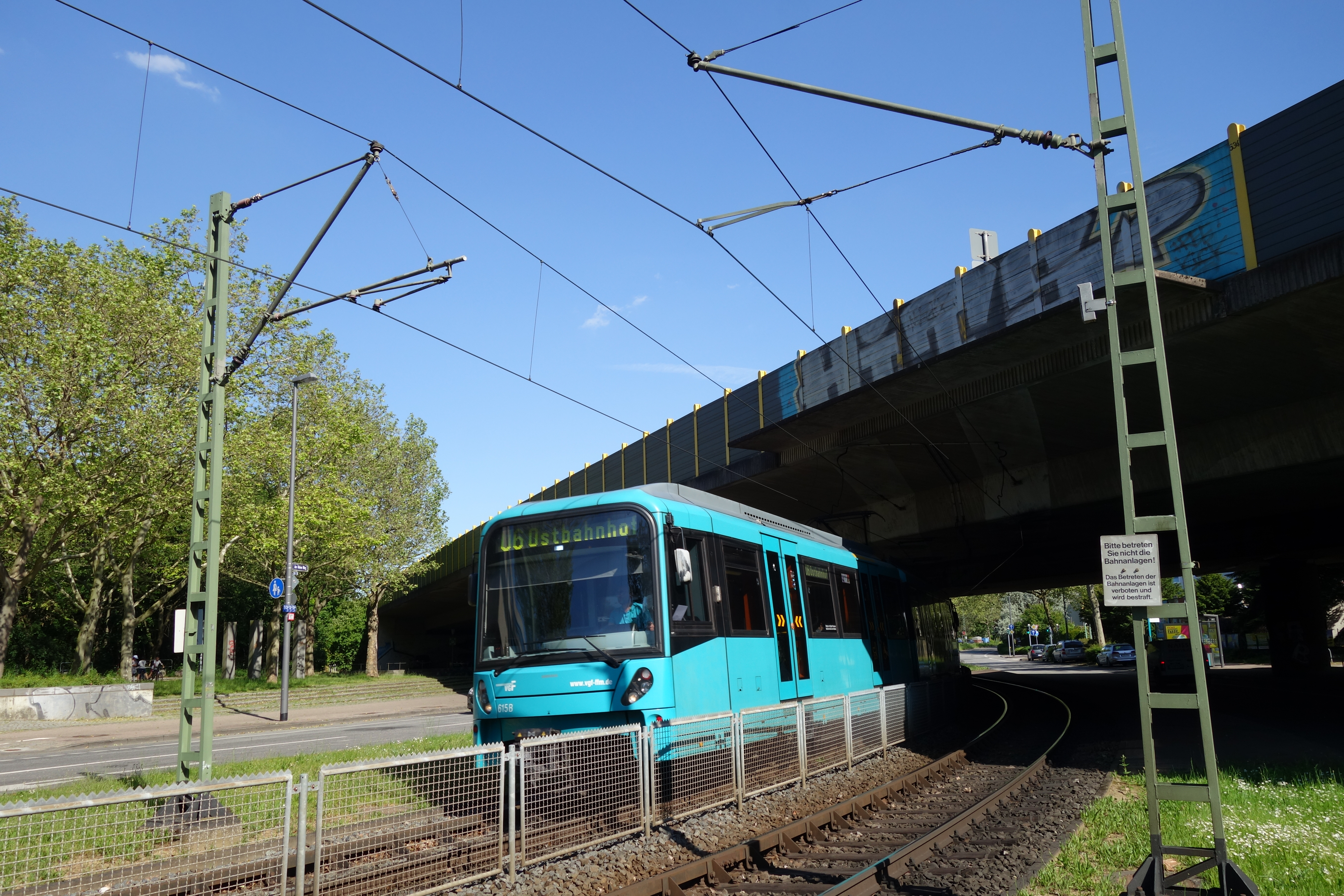
U-Bahn der Linie U6 durchfährt die Unterführung der A 66 kurz vor der Endstation Hausen.

Die Omnibuslinien 34, M72 und M73 führen durch Hausen und stellen Verbindungen zu den umliegenden Stadtteilen Bockenheim, Rödelheim und Praunheim sowie zum Nordwestzentrum her. Der nächstgelegene Regionalbahnhof ist der Bahnhof Frankfurt (Main) West, der mit der Buslinie 73 direkt erreichbar ist. Es besteht ein Nachtverkehr mit der Buslinie N7 und U-Bahn U7 die mit der Innenstadt angebunden sind.
Seit 1986 hat Hausen Anschluss an das U-Bahn-Netz. Die Linie U7 (Praunheim Heerstraße–Hauptwache–Enkheim) umfährt den Ortskern westlich über die Ludwig-Landmann-Straße und die Linie U6 (Hausen–Hauptwache–Ostbahnhof) östlich über die Straße Am Hohen Weg und endet in der Willi-Brundert-Siedlung. Zuvor wurde die oberirdisch verlaufende Trasse von der Straßenbahn befahren, mit der der 1910 eingemeindete Stadtteil bereits 1913 Anschluss an das Straßenbahnnetz erhalten hatte.
| Linie | Verlauf | Takt                 |
| ----- | --- | -------------------- |
| S6    | Hausen – Große Nelkenstraße – Industriehof – Kirchplatz – Leipziger Straße – Bockenheimer Warte – Westend – Alte Oper – Hauptwache – Konstablerwache – Zoo – Ostbahnhof | 10 min 7/8 min (HVZ) |
| S7    | Praunheim Heerstraße – Friedhof Westhausen – Stephan-Heise-Straße – Hausener Weg – Fischstein – Industriehof – Kirchplatz – Leipziger Straße – Bockenheimer Warte – Westend – Alte Oper – Hauptwache – Konstablerwache – Zoo – Habsburgerallee – Parlamentsplatz – Eissporthalle/Festplatz – Johanna-Tesch-Platz – Schäfflestraße – Gwinnerstraße – Kruppstraße – Hessen-Center – Enkheim | 10 min 7/8 min (HVZ) |